# Problemas ambientais do Brasil

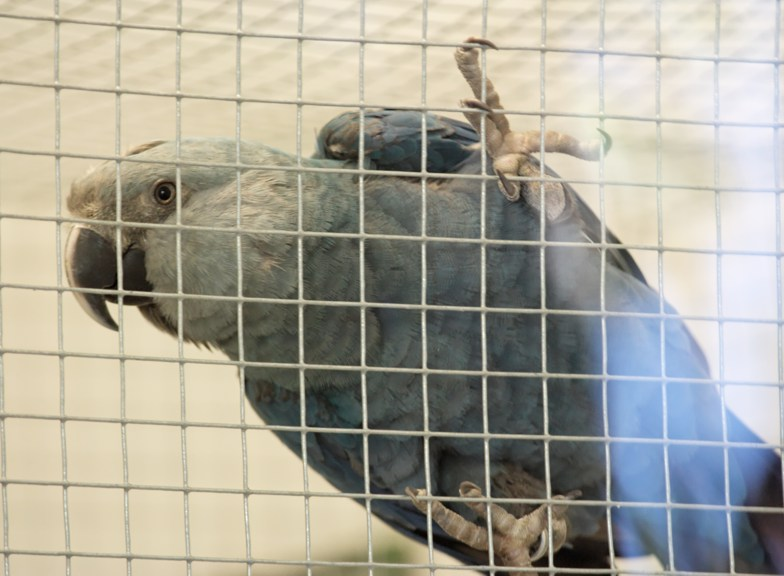
A ararinha-azul, Cyanopsitta spixii, espécie que só existia no Brasil, foi declarada extinta na natureza, restando apenas cerca de 70 indivíduos em cativeiro no mundo. Suas populações foram exterminadas pela caça e pela destruição de seu habitat pelo desmatamento.

Os problemas ambientais do Brasil, aqueles que afetam o meio ambiente, são múltiplos, vastos e de enorme gravidade, prejudicando todos os seus biomas. Entre as principais ameaças estão a poluição da água, do ar e do solo, o desmatamento, o depósito e disposição de lixo em locais inadequados, a caça e a pesca predatórias, o desperdício de alimentos e de recursos naturais, e o aquecimento global. Todas elas têm sua raiz na explosão demográfica, na acelerada expansão urbana e agropecuária, e no proporcional aumento no consumo geral de recursos, podendo agir em separado, mas em geral fazendo-o em combinação. Além disso, estes desencadeiam uma série de impactos negativos sobre a biodiversidade, fazendo declinar populações, extinguindo espécies, privando-as de comida e abrigo, e provocando-lhes doenças, redução em seu crescimento, anomalias genéticas e outros males.
Consequentemente, desencadeiam-se prejuízos variados para a sociedade, que em tudo da natureza depende para sobreviver, na forma de redução de fontes de alimento e energia, de serviços ambientais, de materiais de construção, de substâncias medicinais, de fibras, óleos, resinas, condimentos e outros recursos. Também prejudicam o homem diretamente, causando-lhe doenças e outros danos à sua saúde, finanças e bem estar. Toda a sociedade brasileira sente os efeitos combinados desses problemas, e sofrem mais os mais pobres, a despeito da existência de grossa legislação normativa e protetora. Várias são as políticas e os programas governamentais e privados dedicados à prevenção e combate às ameaças ambientais, mas no balanço eles têm se revelado pouco eficientes e pouco ambiciosos, visto que as ameaças se agravam dia a dia, sem que haja sinal de uma reversão em grande escala nas tendências atuais num futuro próximo.
Fatores culturais, econômicos e políticos, que privilegiam a exploração predatória, imediatista, imprevidente e insustentável da natureza, além da ilegalidade, dificultam enormemente a aplicação e a eficácia das normas legais de monitoramento, fomento e proteção das espécies selvagens. A falta de educação ambiental e de consciência da população sobre o papel fundamental que a natureza desempenha na vida humana são outros agravantes desse contexto dramático, fazendo com que as projeções de futuro não sejam otimistas, embora o conhecimento exista e seja facilmente acessível, e embora os custos de transformação do modelo atual sejam baixíssimos comparados aos seus benefícios, especialmente na perspectiva de longo prazo.

## A combinação das ameaças ambientais

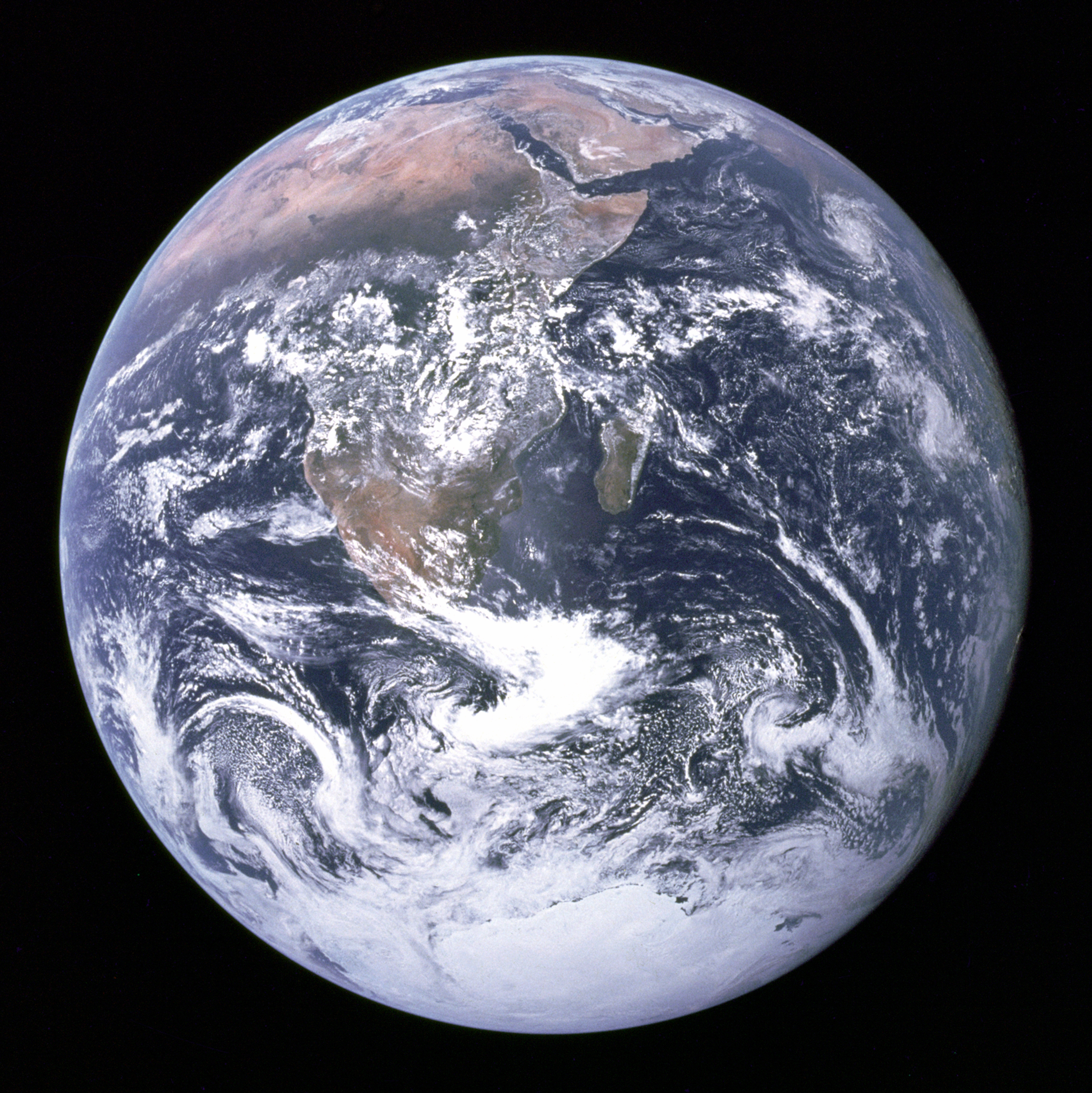
A Terra, um sistema onde todas as formas de vida são interdependentes, influem sobre o ambiente e são por ele influenciadas.

São importantes conceitos introdutórios no estudo da problemática ambiental os de sinergia e acumulação. Na definição de Milaré, "sinergia é o efeito ou força ou ação resultante da conjunção simultânea de dois ou mais fatores, de forma que o resultado é superior à ação dos fatores individualmente, sob as mesmas condições. Noutro passo, são cumulativos os impactos ou efeitos capazes de ensejarem alteração significativa na dinâmica ambiental a partir da acumulação de impactos locais". A natureza é um sistema todo integrado, cada um de seus elos desempenha um papel específico no equilíbrio ecológico geral, que pode ser muito abrangente ou bastante limitado, conforme a espécie. Isso significa que a supressão ou declínio de uma certa espécie vai inevitavelmente afetar outras que dela dependiam em termos de alimentação, reprodução, proteção ou outro fator. Algumas espécies têm funções restritas e o efeito do seu desaparecimento é pequeno; não obstante, ele existe. Outras, porém, exercem influência sobre muitas outras, e o seu desaparecimento desencadeia uma cascata de eventos que pode levar à desestruturação de todo um ecossistema e ao seu colapso final. Dessa interatividade inerente ao funcionamento da natureza, decorre que muitas ameaças ambientais, senão todas, não ficam limitadas à sua origem, mas se interpenetram, interagem, acumulam e se reforçam mutuamente, produzindo efeitos que podem ser imprevisíveis, incontroláveis, de vasta escala e longa duração, e às vezes irreversíveis. O ser humano é talvez a única das espécies vivas que tem a capacidade de afetar todo o ambiente da Terra, como as observações recentes têm mostrado com superabundância de evidências, e seus atos, da mesma maneira sinérgica e cumulativa, têm efeitos em múltiplas esferas. Há muitos séculos atrás, quando a população era pequena, o impacto da atividade humana foi na maior parte das vezes absorvido pela natureza, mas essa capacidade de neutralização já foi ultrapassada, e hoje a Terra dá sinais nítidos de esgotamento. O Brasil, riquíssimo em recursos naturais e dono de uma natureza exuberante, não é exceção nesse estilo de vida insustentável, e todos os seus biomas estão ameaçados por um longo elenco de agressões que se combinam e produzem efeitos multiplicados.

## Principais ameaças

### Poluição e degradação do solo e o lixo (resíduo)
Na definição da Política Nacional de Meio ambiente, poluição é "a degradação da qualidade ambiental resultante de atividades que direta ou indiretamente: a) prejudiquem a saúde, a segurança e o bem–estar da população; b) criem condições adversas às atividades sociais e econômicas; c) afetem desfavoravelmente a biota; d) afetem as condições estéticas ou sanitárias do meio ambiente; e) lancem matérias ou energias em desacordo com os padrões ambientais estabelecidos". São principais causas da poluição do solo o uso indiscriminado de pesticidas, herbicidas e fertilizantes nas lavouras, em conjunto denominados agrotóxicos, e nas regiões urbanizadas, o mau manejo do lixo e outros resíduos. Também são fatores relevantes os resíduos produzidos nas minerações, e, embora pontuais, os acidentes envolvendo descargas de substâncias poluentes, os quais, não obstante sua origem circunscrita, podem gerar danos em larga escala.

#### Agrotóxicos e a poluição no campo
O uso intensivo dos químicos na lavoura foi um resultado da modernização da agricultura, um processo acompanhado pela crescente mecanização. Essas substâncias não atuam somente sobre os fins para os quais são produzidas, mas são efetivamente venenos que contaminam o ambiente e os alimentos e, por consequência, os seres humanos que os consomem. Segundo Milaré, “a utilização dos agrotóxicos na agricultura tem determinado a poluição de praticamente todo o meio ambiente natural”.

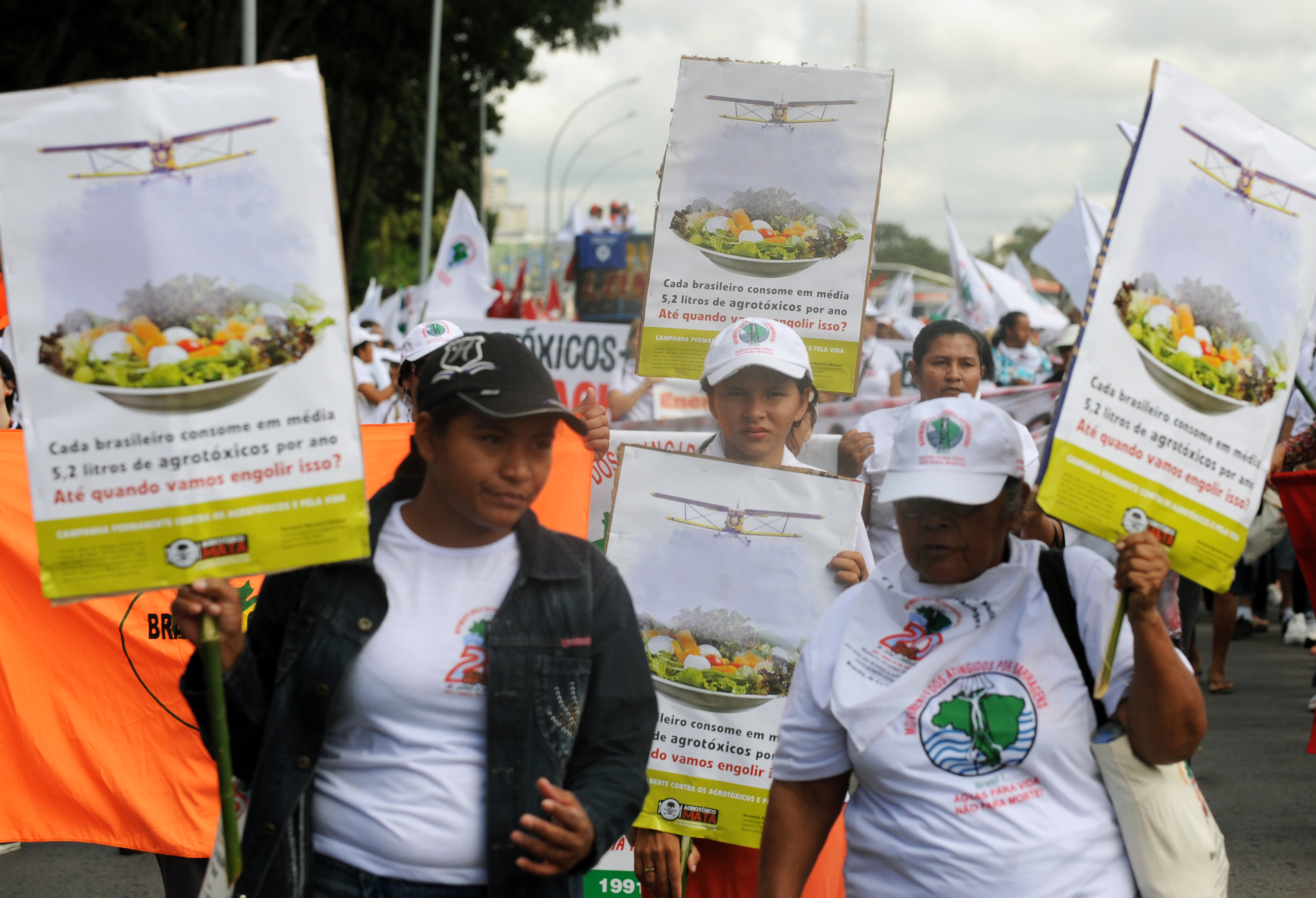
Movimentos sociais e organizações ambientalistas promovem marcha e ato público em Brasília para lançar a Campanha Permanente contra os Agrotóxicos e pela Vida e protestar contra alteração do Código Florestal, 2011.

Os agrotóxicos têm causado uma enorme série de problemas, extensamente documentados, tanto para o solo e o ambiente em geral quanto para a saúde humana, dentre os quais ressaltam o declínio da biodiversidade, incluindo de espécies úteis às próprias lavouras, como os polinizadores e a fauna microbial do solo; indução ao aparecimento de resistência biológica nas espécies-alvo dos pesticidas e herbicidas, que enseja o aparecimento de superpragas; eutrofização das águas pelo excesso de fertilizantes, envenenamento de alimentos e intoxicações no homem. Essas substâncias afetam todos os sistemas corporais, produzindo doenças como câncer, teratogêneses, catarata, morte fetal, insuficiência hepática, encefalopatia, distonia vascular, esclerose cerebral, enfisema pulmonar, esterilidade, alterações neuro-comportamentais, perturbações motoras, asma, alergias, duodenite, úlcera gástrica e muitas outras. Já foram identificadas mais de 500 dessas substâncias nocivas presentes no corpo humano que não estavam lá na população que vivia antes de 1920.
Esse problema tem gerado muitos protestos de entidades ambientalistas e da população, mas parece estar longe de ser solucionado, pois há fortes interesses políticos e econômicos em jogo e surgem constantemente denúncias de corrupção nas instâncias oficiais, desvirtuando a legislação, facilitando a liberação de produtos proibidos em outros países, minimizando exigências de fiscalização e dificultando o registro de casos de contaminação. Sérias deficiências na estrutura de licenciamento e de fiscalização também agravam o problema. Em 2012 havia apenas 90 fiscais do governo federal para cobrir todo o território brasileiro. Em 2015 a chefe de toxicologia da Agência Nacional de Vigilância Sanitária (Anvisa), Ana Maria Vekic, admitiu que “não conseguimos acompanhar. Não temos o pessoal ou os recursos para o volume e a variedade de produtos que os fazendeiros querem usar”.
De acordo com o Instituto Brasileiro de Defesa do Consumidor (IBDC), grande parte dos alimentos cultivados no Brasil viola as regulamentações nacionais. Desde 2008 o país é o campeão mundial de uso de agrotóxicos. Um relatório da Anvisa de 2010 indicou que o produto mais contaminado era o pimentão, com 90% das amostras comprometidas. Outros produtos que indicaram elevados índices foram o morango (63% das amostras), o pepino (58%), alface (55%) e cenoura (50%). Beterraba, abacaxi, couve e mamão estavam contaminadas em 30% das amostras. Além disso, a pesquisa indicou que muitos deles apresentavam contaminação por substâncias não autorizadas pelo governo. Ainda segundo o IBDC, "desde 2007, quando o Ministério da Saúde do Brasil começou a manter uma série de registros mais recentes, o número de casos relatados de intoxicação humana causada por agrotóxicos mais que dobrou – de 2 178 naquele ano passou para 4 537 em 2013. O número anual de mortes ligadas ao envenenamento por esses produtos subiu de 132 para 206. Especialistas em saúde pública dizem que as cifras reais são maiores, porque o acompanhamento continua sendo incompleto".
A contaminação do solo regularmente acaba contaminando os mananciais hídricos subterrâneos, por infiltração até o lençol freático, e carregadas pela chuva as substâncias tóxicas chegam até os rios e lagos, continuando ali a exercer seus impactos perniciosos à saúde humana e à biodiversidade. De acordo com Fabiano dos Santos, "tal contaminação, além da danosidade que representa ao meio ambiente, constitui um evento de difícil reparação, pois, dependendo da extensão do dano, sua descontaminação ensejaria um processo de reconstituição complexo e muito dispendioso". Alguns tipos de fertilizantes também emitem gases poluentes, como o óxido nitroso, que contribuem para amplificar o fenômeno do aquecimento global.

#### Degradação do solo

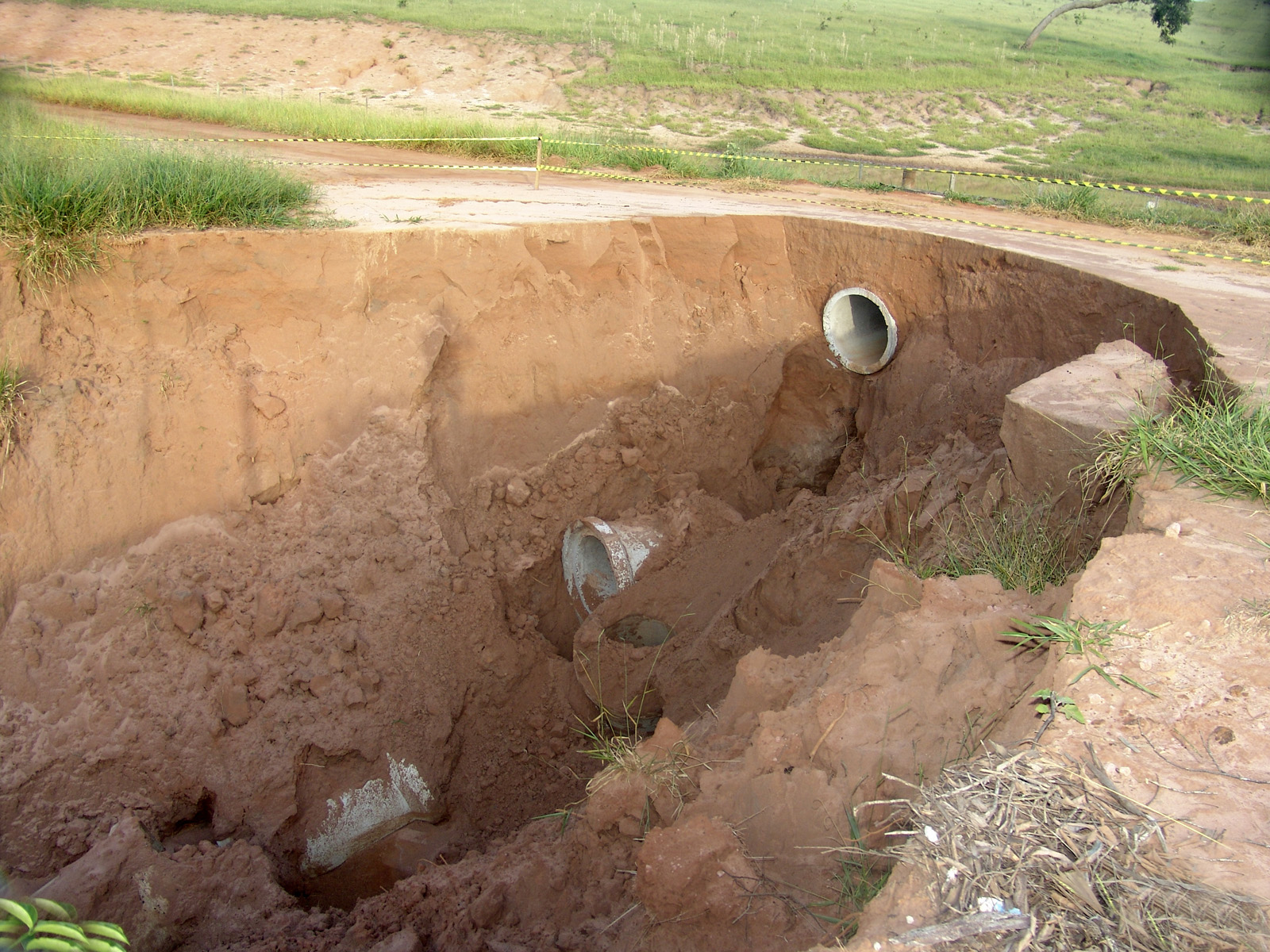
Voçoroca no estado de São Paulo, um dos efeitos da degradação do solo.

A poluição é um dos fatores determinantes de um processo paralelo, a degradação do solo, que é definida como a redução de sua qualidade ou produtividade, embora não seja o único. Outros são a erosão, principalmente derivada do desmatamento, que expõe o solo ao excesso de insolação e ao vento, ressecando-o, e às chuvas, que o dissolvem e carregam para os leitos d'água, assoreando-os; as queimadas, que destroem muito da biodiversidade superficial; a construção de obras de infraestrutura, como estradas e urbanização; o pastejo excessivo na pecuária, e o manejo inadequado, especialmente no caso da irrigação, que pode provocar a salinização da terra. Esses fatores, atuando em separado ou em combinação, causam grandes perdas na biodiversidade do solo, incluindo a biodiversidade microscópica, grande responsável pela produção e fixação de nutrientes necessários à sua fertilidade, gerando sérios prejuízos às agricultura e à pecuária. Solos por natureza frágeis ou rasos são particularmente sujeitos à degradação. A degradação do solo pode levar também a alterações nos sistemas hídricos e à desertificação, outro problema que já preocupa várias regiões do Brasil, em especial no Nordeste, e que em 2012 colocava 1,3 milhão de quilômetros quadrados sob ameaça, representando cerca de 15% do território brasileiro. Faltam dados exatos sobre a situação nacional, mas na América do Sul calcula-se que 244 milhões de hectares de solo estejam degradados, 41% devido ao desmatamento, 27,9% ao superpastejo, 26,2% a atividades agrícolas, 4,9% à exploração excessiva da vegetação.

#### Lixo ou Resíduo
O lixo é uma das principais formas de poluição do solo, tendo efeitos também sobre a qualidade das águas e do ar. Desde o surgimento dos primeiros centros urbanos, a produção de lixo ou resíduos (sólidos ou efluentes) se apresenta como um problema de difícil solução. A partir da Revolução Industrial, com a intensificação da migração dos trabalhadores do campo para a cidade, aumentaram a produção e as dificuldades no manejo dos resíduos sólidos. Algumas características da sociedade contemporânea, como seu amor ao novo, o costume de usar produtos descartáveis em vez de recicláveis, o sistema de produção que prevê a obsolescência programada de inúmeros itens de consumo, tornando-os inúteis em pouco tempo e necessitando reposição, as grandes taxas de desperdícios de materiais e recursos naturais, contribuem para que hoje haja enorme produção de lixo de várias naturezas. As principais fontes do lixo, na definição do portal Ambiente Brasil, transcrita integralmente, são:

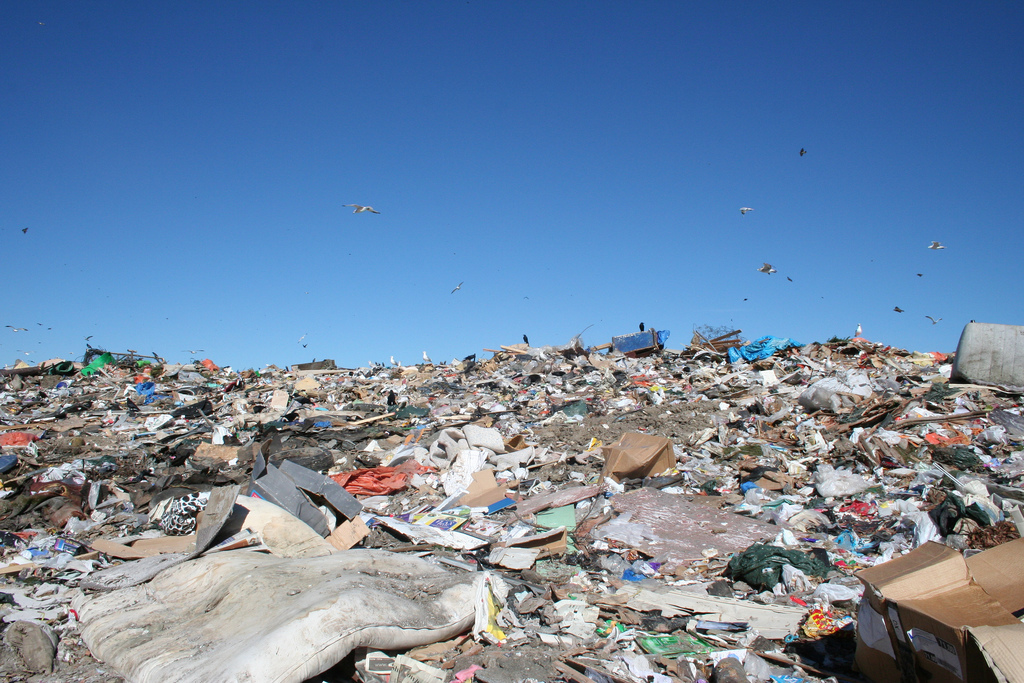
Lixão a céu aberto em Jardim Gramacho.

- "Lixo doméstico: é aquele produzido nos domicílios residenciais. Compreende resíduos sólidos como papel, jornais velhos, embalagens de plástico e papelão, vidros, latas; resíduos orgânicos, como restos de alimentos, trapos, folhas de plantas ornamentais e outros; e efluentes domésticos.

- "Lixo comercial e industrial: é aquele produzido em estabelecimentos comerciais e industriais, variando de acordo com a natureza da atividade. Restaurantes e hotéis produzem, principalmente, restos de comida, enquanto supermercados e lojas produzem embalagens. Os escritórios produzem, sobretudo, grandes quantidades de papel. O lixo das indústrias apresenta uma fração que é praticamente comum aos demais: o lixo dos escritórios e os resíduos de limpeza de pátios e jardins; a parte principal, no entanto, compreende aparas de fabricação, rejeitos, resíduos de processamentos e outros que variam para cada tipo de indústria. Há os resíduos industriais especiais, como explosivos, inflamáveis e outros que são tóxicos e perigosos à saúde, mas estes constituem uma categoria à parte.

- "Lixo público: são os resíduos de varrição, capina, raspagem, entre outros, provenientes dos logradouros públicos (ruas e praças), bem como móveis velhos, galhos grandes, aparelhos de cerâmica, entulhos de obras e outros materiais inúteis, deixados pela população, indevidamente, nas ruas ou retirados das residências através de serviço de remoção especial.

- "Lixo de fontes especiais: é aquele que, em função de determinadas características peculiares que apresenta, passa a merecer cuidados especiais em seu acondicionamento, manipulação e disposição final, como é o caso de alguns resíduos industriais antes mencionados, do lixo hospitalar e do radioativo".

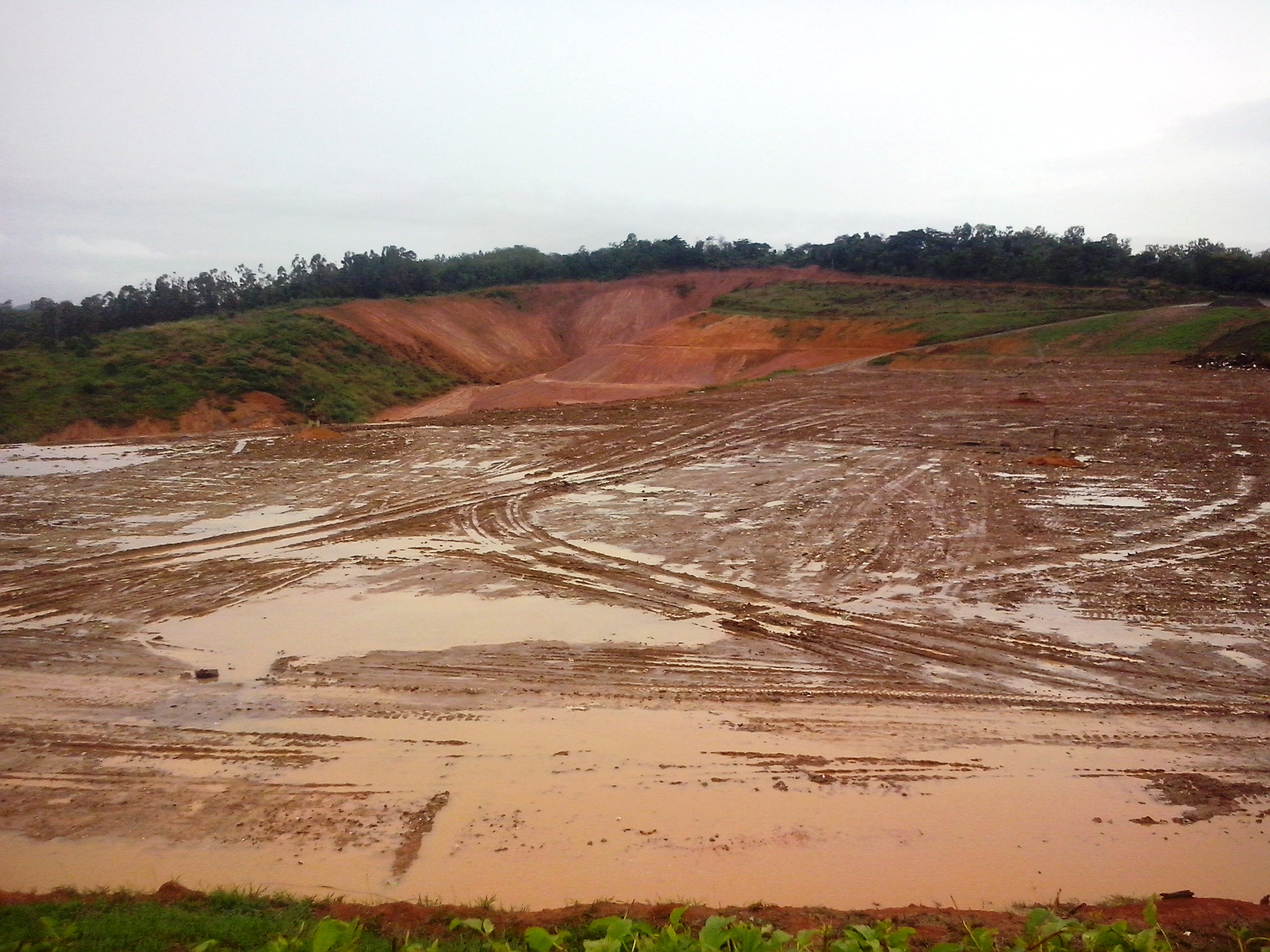
Aterro sanitário da Central de Resíduos do Vale do Aço, Santana do Paraíso.

O problema do lixo é global, afetando tanto a terra como as águas internas e o mar. No Brasil apresenta-se um grande desafio. De acordo com o estudo Panorama dos Resíduos Sólidos no Brasil, publicado pela Associação Brasileira de Empresas de Limpeza Pública e Resíduos Especiais em 2013, neste ano o país produziu 76 387 200 de toneladas de resíduos derivados de indústrias, construção civil, residências, hospitais, atividades agropecuárias e outras origens, significando um aumento em 4,1% em relação ao ano anterior, numa taxa que superou o crescimento populacional brasileiro, que foi de 3,7%.
O Brasil já tem um bom sistema de coleta, que é capaz de captar 90,4% do total, mas os sistemas de disposição são mais precários. Somente cerca de 60% do total de lixo produzido recebe destinação adequada. Cerca de 62% dos municípios têm algum sistema de coleta seletiva e/ou reciclagem, mas nem sempre ele cobre toda a população das cidades, e em geral tem baixo nível de eficiência. Mesmo o lixo que recebe "destinação adequada", isto é, é coletado e depositado em locais controlados, 44% acaba sendo incinerado, gerando poluição atmosférica. O restante, que não recebe "destinação adequada", acaba em lixões a céu aberto, em rios, lagos e no mar. Sendo lavado pelas chuvas e liberando substâncias tóxicas em seu processo de decomposição, entre elas metais pesados, ácidos e chorume, tais substâncias infiltram-se para o subsolo atingindo os mananciais subterrâneos de água, contaminando-os de várias maneiras, ou são liberadas para a atmosfera na forma de gases. O lixo também gera problemas de saúde humana como câncer, intoxicações, infecções, anomalias congênitas, baixo peso ao nascer, abortos e mortes neonatais; contribui expressivamente para o aquecimento global (principalmente pela geração de metano), além de provocar modificações físicas na paisagem pelo seu acúmulo. Os impactos sobre a biodiversidade também são grandes e variados. Tudo isso gera um alto custo econômico, ambiental e social. Em 2014 o país aprovou uma nova legislação obrigando a destinação adequada de todo o lixo produzido, mas ela está longe de ser implementada integralmente. O referido estudo acrescentou:

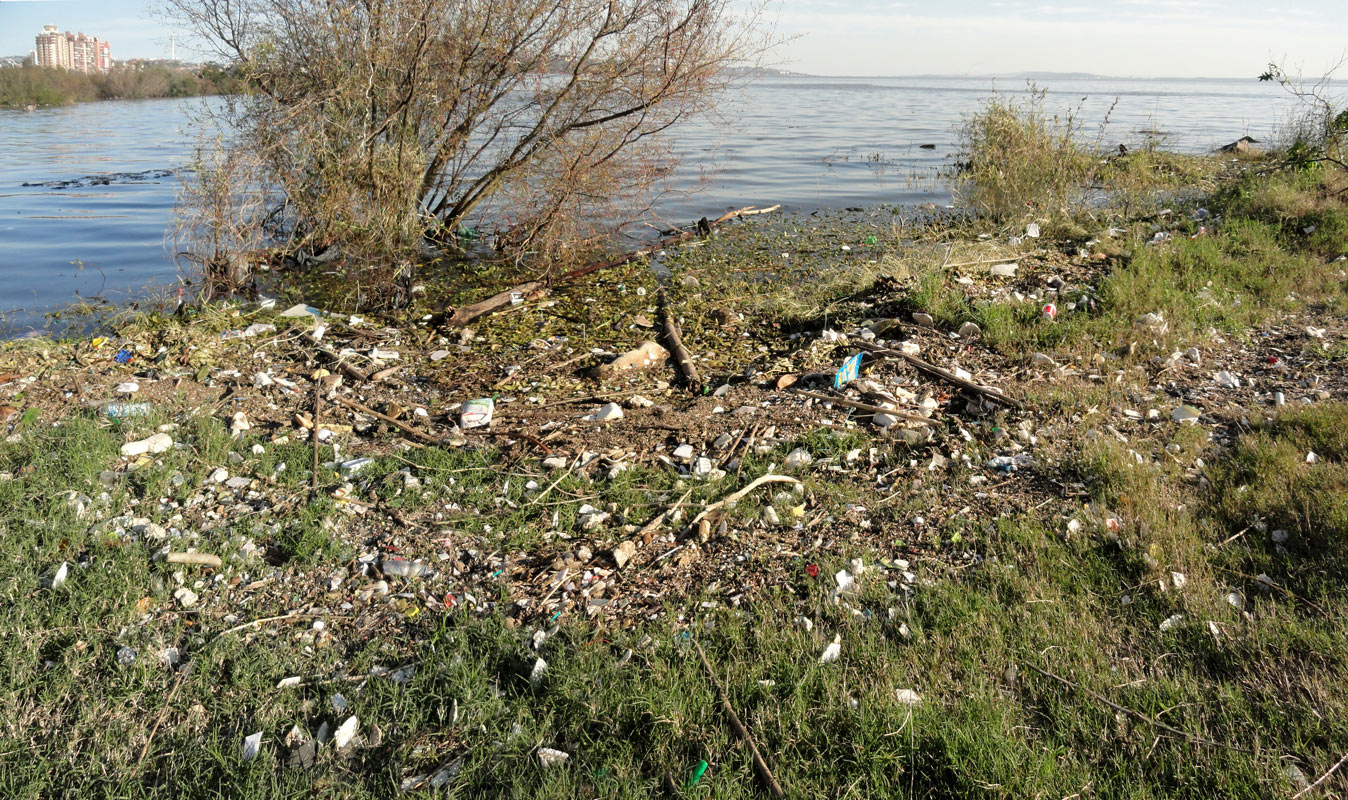
Resíduos às margens do Lago Guaíba, em Porto Alegre. Durante as cheias, este lixo acaba parando nas águas, degradando sua qualidade e afetando animais e plantas.

"O sistema de gestão de resíduos de um país constitui-se num dos principais componentes de garantia de proteção ambiental e preservação de recursos naturais que, como já sabido, não são infinitos. A partir da leitura das informações publicadas no Panorama 2013, constata-se que a gestão de resíduos sólidos tem trazido prejuízos ambientais e econômicos para o Brasil, pois ainda é deficitária e não tem avançado de maneira uniforme nas diversas regiões do país. O setor, apesar de ser sensível e de contar com crescentes atenções, ainda carece de estruturação, gerenciamento e, principalmente recursos, para viabilizar os processos completos para implementação de medidas e procedimentos de gerenciamento ambientalmente adequado de resíduos sólidos. [...]
"Os dados do Panorama 2013 revelam um cenário geral bastante similar àquele publicado na edição anterior, demonstrando apenas uma tímida evolução na gestão de resíduos e apresentando consideráveis desafios para cumprimento das determinações legais. [...]  Mesmo em regiões que apresentam uma situação mais aceitável, nota-se que os recursos financeiros aplicados pelos municípios são insuficientes para fazer frente às necessidades impostas em um sistema de gestão universalizada, integrada, sustentável, e qualitativamente adequada dos resíduos sólidos. [...]
"É preciso buscar uma resposta efetiva ao grande desafio do momento: garantir uma gestão e um destino adequado aos materiais descartados pela sociedade. As soluções já são amplamente conhecidas, sendo as principais: a eliminação de 'lixões'; a implantação de aterros sanitários; a efetivação de sistemas de coleta seletiva; o estabelecimento de sistemas de logística reversa, com responsabilidade dos produtores; e a viabilização de plantas de recuperação e aproveitamento de resíduos".

### Poluição da água

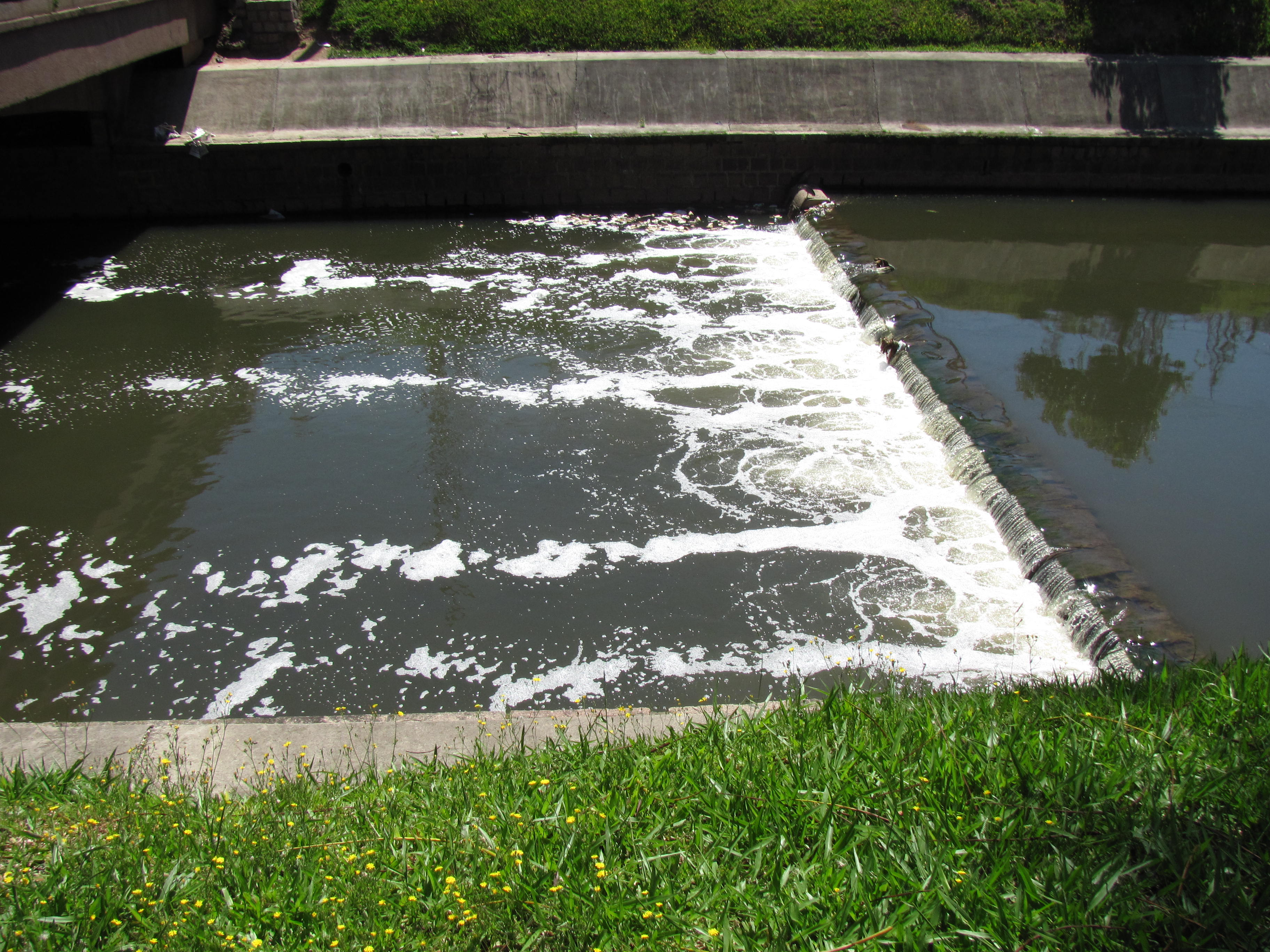
Espumas de poluição no Arroio Dilúvio, em Porto Alegre.

A poluição hídrica consiste em modificações de origem humana nas propriedades físicas e químicas da água capazes de provocar dano aos seres humanos e ou à vida selvagem, incluindo-se aqui tanto rios e lagos como os mananciais subterrâneos e o mar. Suas causas principais derivam do lixo e esgotos urbanos e de substâncias usadas na agricultura e indústria, que são lançados diretamente nas águas ou lá acabam parando levados pelas chuvas ou por infiltrações. Acidentes com despejos de substâncias nocivas em geral têm um impacto limitado, mas às vezes desencadeiam efeitos de grandes proporções com reflexos em vários ambientes associados. É um exemplo o derramamento de lama tóxica ocorrido em 2015 no rio Doce pelo rompimento de uma barragem da mineradora Samarco, que provocou pelo menos 17 mortes e prejudicou severamente a biologia de todo o rio abaixo do ponto do acidente, além de destruir uma vila, gerar grandes prejuízos econômicos e sociais e contaminar uma grande área de oceano e praias além da sua foz, sendo considerado o maior desastre ambiental da história do país. Também são consideradas formas de poluição a contaminação salina e a mineralização dos mananciais. O crescimento acelerado da população humana, com o aumento na demanda de água para consumo e outras atividades, reduz os estoques disponíveis, aumentando o problema porque menores quantidades de líquido são menos capazes de diluir os contaminantes.
Esses materiais podem simplesmente envenenar a água com substâncias tóxicas, como os pesticidas usados nas lavouras, e efluentes industriais que contenham por exemplo metais pesados ou fármacos, ou podem estimular o crescimento de populações microscópicas que desequilibram o ambiente aquático consumindo grandes quantidades de oxigênio e emitindo outras substâncias tóxicas como subproduto do seu metabolismo, prejudicando as outras formas de vida. Neste caso se incluem os esgotos e fertilizantes agrícolas, que representam para algas, fungos e bactérias um grande aporte de nutrientes, fazendo com que suas populações se multipliquem explosivamente, num processo chamado eutrofização. No Brasil poucas atividades produtivas têm controle eficiente de seus efluentes líquidos e resíduos sólidos, e os sistemas de tratamento são ainda mais precários. Isso vale especialmente para os esgotos urbanos, que no caso brasileiro são os poluentes mais importantes, sendo raras as cidades com coleta e tratamento dentro de níveis aceitáveis. Existem vários marcos legais que protegem especificamente as águas, nascentes e mananciais, bem como a natureza em geral, mas tipicamente eles ou são desconhecidos ou têm baixa adesão da população. A impunidade, mais a notória lentidão e a frequente inconsistência dos processos de licenciamento ambiental são agravantes do problema. Um relatório da Defensoria da Água em parceria com a Caritas e a UFRJ indicou que entre 1994 e 2004 os níveis de poluição hídrica no Brasil aumentaram em cinco vezes.

Em junho de 2015 chamou a atenção nacional um episódio de grande produção de espuma no rio Tietê, um dos mais poluídos do Brasil. A imagem mostra a ponte sobre o rio na cidade de Pirapora de Bom Jesus, na região metropolitana de São Paulo. As espumas ultrapassaram a altura da ponte e invadiram casas e ruas na beira do rio. Já havia ocorrido episódio semelhante em fevereiro do mesmo ano e, de acordo com a Prefeitura de Pirapora, o problema se repete periodicamente há trinta anos. Segundo a Companhia Ambiental do Estado de São Paulo, o fenômeno se deve ao despejo de esgoto doméstico não tratado contendo grandes quantidades de detergente não biodegradável, e piora no período de estiagem devido à baixa vazão da água, que não é suficiente para dissolver os poluentes.

As consequências da poluição hídrica são vastas, sendo um dos mais graves desafios ambientais contemporâneos. A água é o ambiente de vida para muitos seres vivos e o desequilíbrio em suas condições necessariamente os afeta de variadas maneiras. Quando não causa morte imediata, pode provocar distúrbios de crescimento, de comportamento, alterar os ciclos de alimentação e reprodução, e produzir malformações congênitas e mutações genéticas. Ao mesmo tempo, uma água de má qualidade representa ameaça direta para o homem, que dela depende para viver, e para todos os outros animais que dela fazem uso. Isso gera repercussões negativas em amplíssima escala, que podem estar muito distantes de suas origens primeiras. Com o impacto negativo sobre a biodiversidade aquática — peixes, crustáceos, moluscos, vegetação, além de répteis, mamíferos, aves e outras formas de vida que ali florescem —, o homem é prejudicado de outras formas, pois dos rios, lagos e do mar a sociedade obtém alimentos que estão na dieta de grande parte da população. Águas poluídas muitas vezes são veículos de doenças, como o cólera, a febre tifóide, shingelose, amebíase e outras parasitoses. Criações de gado, aves e outras, servidas com águas contaminadas, são prejudicadas diretamente e transmitem muitas vezes a contaminação para o homem quando este as transforma em alimento. A poluição hídrica também prejudica o turismo, os esportes aquáticos, o lazer, a higiene humana e os usos industriais, demonstrando-se assim a enormidade do problema. Ele é piorado com o desmatamento das matas ciliares, que causam erosão das margens e assoreamento dos leitos, complicando a navegação, alterando habitats de muitas espécies e aumentando o risco de enchentes.
Os impactos econômicos negativos derivados desse acúmulo de agravantes ambientais, produtivos e sanitários são proporcionalmente grandes, mas ainda há poucos estudos sobre este aspecto, e o custo final não foi bem quantificado. Em parte isso deriva da dificuldade que muitas vezes existe em se traçar com precisão a fonte dos poluentes, que podem ter origens múltiplas e difusas, o que também dificulta o estabelecimento de normas eficazes de controle e a atribuição de responsabilidades. Outro obstáculo à determinação dos custos está na imprecisão de termos como "custo ambiental" ou "custo social", o que está ligado à inconsistência da valoração intrínseca da natureza pela sociedade e dos serviços ambientais que ela fornece. Porém, servem como exemplo dois estudos de caso. O primeiro abordou a situação do Distrito Federal, concluindo que os custos sociais da degradação hídrica atingiram a totalidade dos consumidores de água do sistema de abastecimento público. "Na categoria popular (baixa renda), o custo social foi estimado em 7 milhões de reais por ano, o que representa 8,9% da despesa total de água dos consumidores dessa categoria, no período de janeiro de 2003 a dezembro de 2008. Na categoria normal (de renda média a alta) o custo social foi estimado em 12,9 milhões por ano, o equivalente 6,8% da despesa total de água dos consumidores no período estudado". O outro estudo analisou a poluição industrial da bacia do rio Paraíba do Sul, que cobre uma área que responde sozinha por 10% do PIB nacional, onde foi demonstrado que o tratamento das águas pode ter o elevado custo de 0,32 a 1,26 real por metro cúbico de água poluída, e que as taxas cobradas pelo governo para o abastecimento da população estão longe de serem suficientes para financiar a solução do problema. Além disso, é um consenso entre os estudiosos que os custos de prevenção dos impactos ambientais — e por consequência, sociais — são sempre mais baixos do que os de recuperação depois de o dano ambiental estar instalado. Mas o costumeiro tratamento das águas não beneficia o ambiente, pois uma vez poluídas as águas assim continuam nos mananciais, afetando imediatamente as espécies selvagens e os ecossistemas, enquanto que a água purificada chegará somente ao consumidor humano.

### Poluição  do ar

#### Material particulado
A poluição do ar é um problema principalmente urbano, e divide-se em duas categorias principais, a do material particulado (poeiras ou aerossois), e a dos gases/vapores tóxicos. O material particulado, termo que designa material de origem diversificada dividido em pequenas partículas, é um dos  poluentes clássicos na definição da Organização Mundial de Saúde (OMS). É originado de processos industriais e produtivos, como a cinza e a fumaça geradas pela combustão de madeira e carvão nos lares e em siderúrgicas e metalúrgicas, obras de engenharia que usam cimento ou movimentam grandes quantidades de terra, a poeira gerada na exploração e transporte de minérios, e a poeira de rua levantada pelo vento, que pode conter substâncias tóxicas e metais pesados. Estas partículas existem em vários tamanhos, todos muito pequenos, medindo até 100 mícrons de diâmetro. As mais perigosas para o homem medem até 10 mícrons, e sendo inaláveis, causam problemas no aparelho respiratório. Conforme sua composição, algumas partículas têm a capacidade de carregar substâncias tóxicas para dentro do organismo. Também o afetam pelo acúmulo físico, causando males derivados de obstrução das vias aéreas.

#### Gases
Há notícias desde a Antiguidade assinalando os efeitos nocivos de fumaças sobre a saúde das pessoas, mas somente a partir da Revolução Industrial, iniciada em meados do século XVIII, a qualidade do ar passou a chamar a atenção, uma vez que as indústrias passaram a fazer uso sistemático e intensivo do carvão mineral, um combustível fóssil cuja queima lança grande quantidade de fumaça e poluentes variados na atmosfera. No século XIX o petróleo iniciou sua trajetória rapidamente ascendente como fonte de energia, e ele, assim como o carvão mineral, é um combustível fóssil, e outro grande emissor de poluentes. No século XX o uso desses combustíveis se tornou massivo. Eles, junto com outros processos industriais, agrícolas e produtivos, além da decomposição de lixo orgânico, emitem uma variada pletora de gases nocivos direta ou indiretamente à saúde humana e à biodiversidade, como os compostos clorados, fluorados, sulfurados, nitrogenados, aldeídos, hidrocarbonetos, ácidos e outros. A OMS classifica como poluentes clássicos o dióxido de enxofre (SO2), o monóxido de carbono (CO), o dióxido de nitrogênio (NO2) e o ozônio (O3), cada qual produzindo efeitos distintos. Freitas, Pereira & Saldiva os descrevem:
"O dióxido de enxofre encontra-se mais freqüentemente associado a mortes totais e internações por doenças cardiovasculares. O monóxido de carbono está associado a intoxicações. Os estudos experimentais acerca deste toxicante têm focalizado seus efeitos principalmente sobre o coração. Na literatura, encontramos o CO associado a admissões hospitalares por parada cardíaca, mortes e internações por doenças cardiovasculares. Apesar do escasso substrato fisiopatológico, diversos autores têm encontrado associação entre incremento de doenças do aparelho respiratório e níveis de CO. Este achado provavelmente reflete a alta correlação entre material particulado e monóxido de carbono. O ozônio é conhecido como um potente oxidante e bactericida. Estudos de exposição em humanos demonstram três tipos de resposta pulmonar a este poluente: tosse e dor retroesternal à inspiração; decréscimo da capacidade ventilatória forçada e volume expiratório forçado do primeiro minuto e reação inflamatória das vias aéreas. Grande parte dos estudos acerca dos efeitos do 03 na saúde, referem-se à exploração da função pulmonar".
Muitos desses gases reagem com outros componentes atmosféricos produzindo poluentes secundários. São exemplos o óxido nitroso (N2O), formado pela reação entre óxidos de nitrogênio e o oxigênio (O2); o trióxido de enxofre (SO3), gerado pela reação entre o oxigênio e o dióxido de enxofre, que por sua vez reage com o vapor d'água (H2O) para formar o ácido sulfúrico (H2SO4), e os aldeídos, éteres, cetonas, álcoois e ésteres, formados pela reação entre hidrocarbonetos e o oxigênio, hidrogênio, cloro ou enxofre. Esses gases provocam variados problemas, conforme descrição de Almeida:

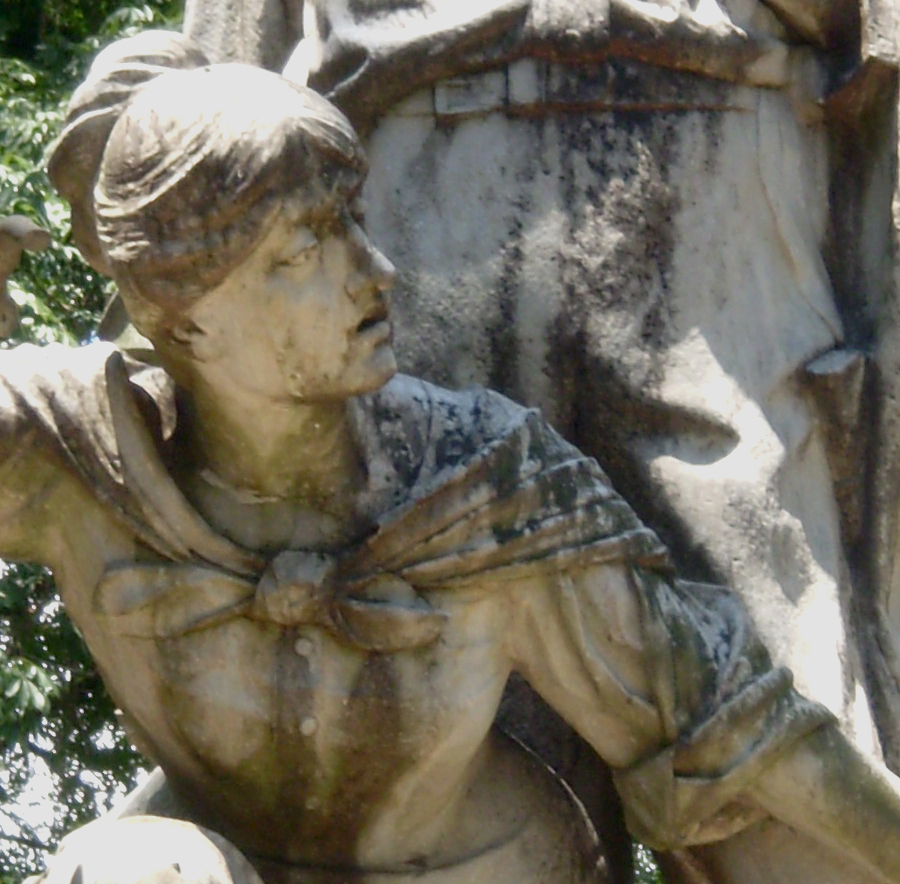
Efeitos da poluição atmosférica sobre o monumento a Anita e Giuseppe Garibaldi em Porto Alegre. Nota-se forte escurecimento em algumas áreas pela impregnação de poluentes microparticulados. No grande aumento percebe-se também erosão e granulação da superfície por causa da chuva ácida.

"Poluentes atmosféricos podem afetar a saúde humana de diversas formas. Os efeitos vão desde o desconforto até a morte. Alguns desses efeitos incluem irritação nos olhos e nas vias respiratórias, redução da capacidade pulmonar, aumente de suscetibilidade a infecções virais e doenças cardiovasculares, redução de performance física, dores de cabeça, alterações motoras e enzimáticas, agravamento de doenças crônicas do aparelho respiratório tais como asma, bronquite, enfisema e pneumoconioses, danos ao sistema nervoso central, alterações genéticas, nascimento de crianças defeituosas e câncer.
"Os efeitos da poluição atmosférica sobre a vegetação incluem desde a necrose do tecido das folhas, caule e frutos, a redução e/ou supressão da taxa de crescimento, o aumento da suscetibilidade a doenças, pestes e clima adverso, até a interrupção total do processo reprodutivo da planta. [...] Quanto á vida animal, os efeitos dos poluentes atmosféricos incluem o enfraquecimento do sistema respiratório, danos aos olhos, dentes e ossos, aumento da suscetibilidade a doenças, pestes e outros riscos ambientais relacionados ao estresse, a diminuição de fontes de alimento e a redução da capacidade de reprodução".
O ácido sulfúrico é principal o causador da chuva ácida, desencadeando degradação da qualidade da água e prejuízos a culturas vegetais. A chuva ácida, em combinação com outros poluentes corrosivos, provoca também a  degradação de estruturas construídas pelo homem, como edificações e monumentos, através de corrosão, erosão, mudança na cor, enfraquecimento e decomposição.
No Brasil a poluição urbana é composta geralmente de uma mistura de partículas e gases. As principais fontes são os veículos automotores, mas a composição da atmosfera varia conforme a proximidade de outras fontes poluidoras, como as indústrias e depósitos de lixo, o regime de ventos e chuvas, que podem dispersar os contaminantes atmosféricos, e outros fatores, e essa composição pode variar com rapidez. Numa mesma cidade pode haver grande diferença na qualidade do ar entre seus vários bairros. Ao longo do ano a poluição do ar no país tende a piorar no inverno, mas ela está presente o ano inteiro. A tendência contemporânea de concentração da população nos centros urbanos expõe mais pessoas a esses poluentes, cujos níveis, nas capitais e cidades grandes, frequentemente estão acima dos níveis recomendados como seguros. Porém, pesquisas indicam que mesmo dentro desses níveis efeitos daninhos ocorrem. Há legislação reguladora, mas o controle tipicamente é difícil. As classes baixas sofrem os impactos mais pesadamente. Todos os impactos dessa poluição variada são reforçados quando se forma a condição da inversão térmica, que concentra os poluentes junto à superfície impedindo que se dispersem pelo ar.

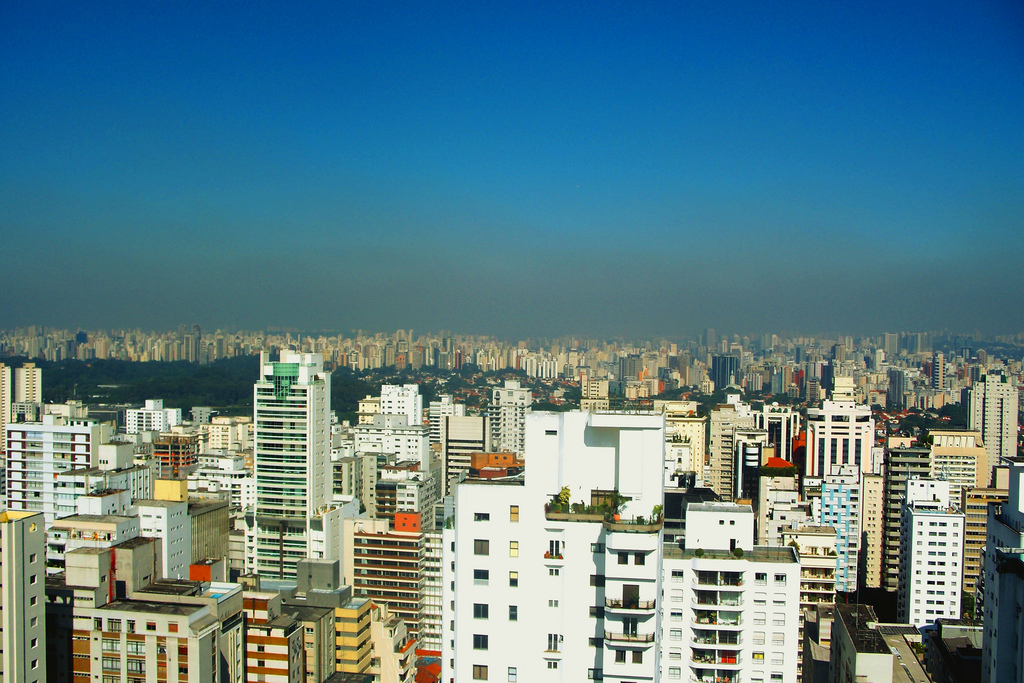
Nuvem de poluição sobre São Paulo.

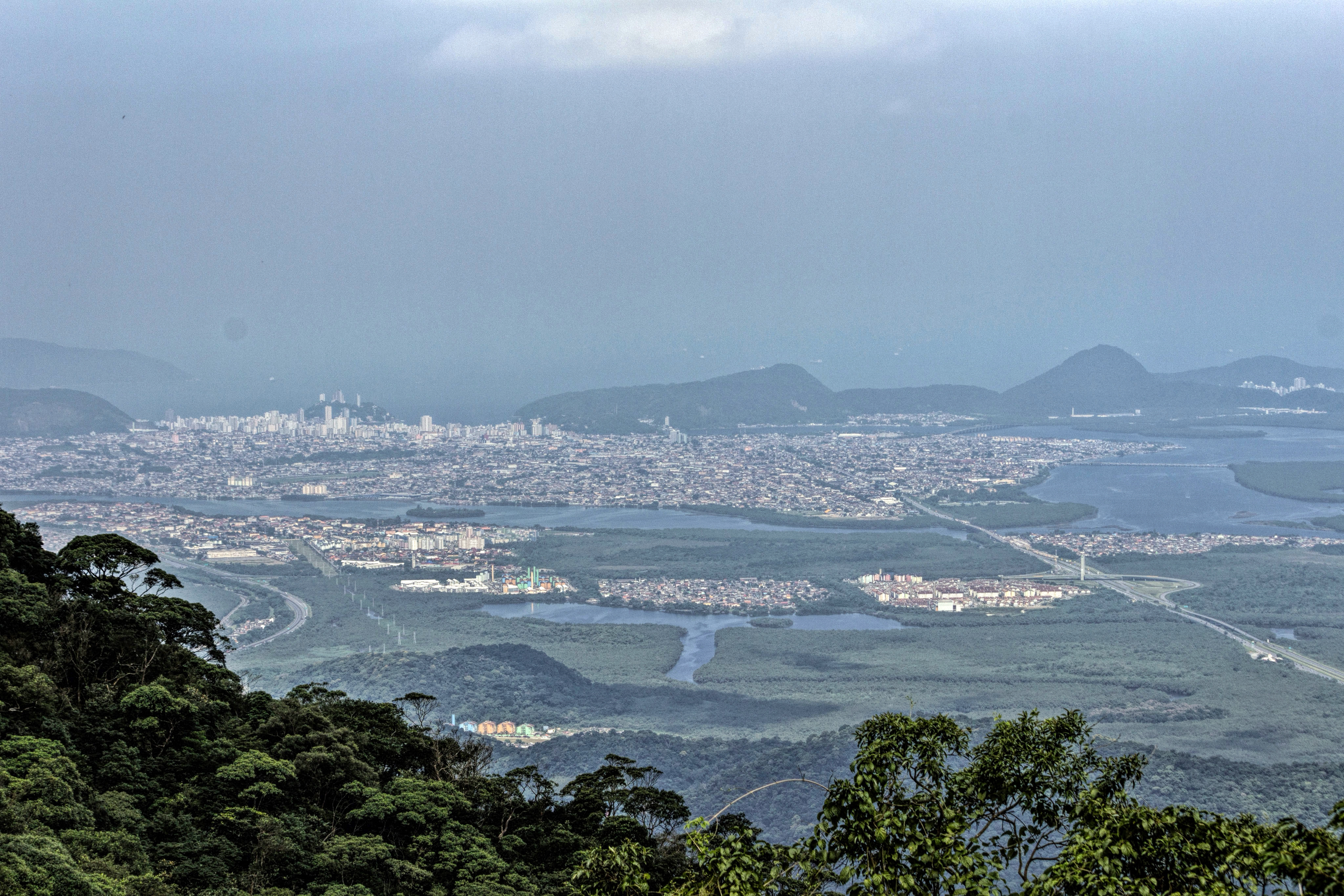
Poluição sobre Cubatão.

Em 2015 o Instituto Saúde e Cidadania calculou que a poluição atmosférica causará 250 mil mortes em todo o Brasil nos próximos quinze anos, sendo que 25% delas ocorrerão somente na cidade de São Paulo, além de provocar um milhão de hospitalizações e gastos públicos em saúde da ordem de 1,5 bilhão de reais. Um estudo liderado por Nelson Gouveia, professor da Universidade de São Paulo, indicou que em uma amostra de mais de 300 mil recém-nascidos nesta cidade no período de 1998 a 2000, 4,6% dos bebês tinham baixo peso, uma proporção anormalmente elevada em relação a cidades menos poluídas, apontando uma correlação entre o peso ao nascer e a quantidade de monóxido de carbono, material particulado e dióxido de enxofre no ar durante o primeiro trimestre da gravidez. Já Paulo Saldiva, do Laboratório de Poluição Atmosférica Experimental da USP, referiu que o efeito da poluição do ar na cidade sobre cada habitante equivale a fumar três cigarros por dia. Ele continua, dizendo que "no Instituto do Coração, a cada 100 consultas ao pronto-socorro, 12 estão associadas a problemas resultantes da poluição do ar. De 5% a 6% das mortes 'naturais' de idosos são aceleradas pela poluição, o que é considerado um índice alto pelos médicos. A relação entre poluição atmosférica e o desenvolvimento de tumores também é conhecida. O risco de ser vítima de câncer de pulmão morando em uma cidade como São Paulo é 10% maior do que em outros locais. Em termos gerais, de 5% a 10% das mortes supostamente naturais na cidade estão associadas à poluição, e como morrem por dia 110 pessoas, temos dez falecimentos diários ocasionados pelos poluentes do ar". Segundo Evangelina Vormittag, presidente do Instituto Saúde e Sustentabilidade, em todo o estado de São Paulo as mortes pela poluição do ar chegam a 15 mil por ano, matando mais pessoas que os acidentes de trânsito.
Apesar da má fama da região metropolitana de São Paulo no quesito da qualidade do ar, segundo a Organização Mundial de Saúde, em 2011 ela ficava atrás da região metropolitana do Rio de Janeiro, de Cubatão e da região metropolitana de Campinas, e era seguida pela região metropolitana de Curitiba, estando todas entre as 300 regiões mais poluídas do mundo, mas de acordo com a metodologia usada esta ordenação poderia mudar. No Rio de Janeiro foi estimado que entre 2006 e 2012 a poluição causou mais de 31 mil mortes e mais de 65 mil internações hospitalares, gerando neste período um gasto em saúde de 82 milhões de reais. Cubatão se tornou um caso emblemático no país, ficando famosa até internacionalmente nos anos 1980 como a cidade com o pior ar do Brasil. Um dos resultados mais dramáticos da situação foi o elevado número de nascimentos de crianças com anencefalia, e naquele período 35% da população estudada tinha o sangue contaminado por poluentes atmosféricos, produto das quase mil toneladas de material microparticulado lançadas no ar a cada dia pelo seu grande parque industrial. Eram comuns os dias em que a poluição atingia níveis críticos, determinando a decretação de estado de emergência. A Vila Parisi, a área mais afetada, passou a ser conhecida como "Vale da Morte", onde, como mostrou um documentário da TV francesa, as crianças nunca haviam visto flores nem borboletas. Desde lá a situação melhorou drasticamente, mas como atesta a OMS, continua preocupante.

### Aquecimento global

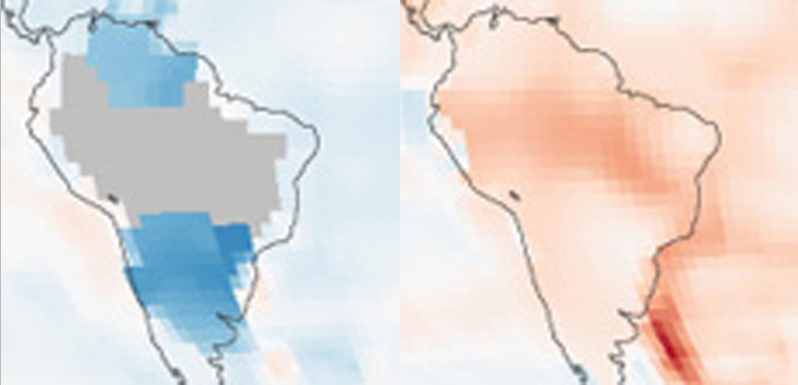
Temperaturas na década de 1880 e 1980, comparadas à média no período entre 1951 e 1980. O interior do Brasil não tem muitos dados disponíveis no século XIX, gerando mais incerteza, mas nas áreas cobertas por medições as diferenças são bem visíveis. O gráfico é um recorte de uma estimativa global produzida pela NASA.

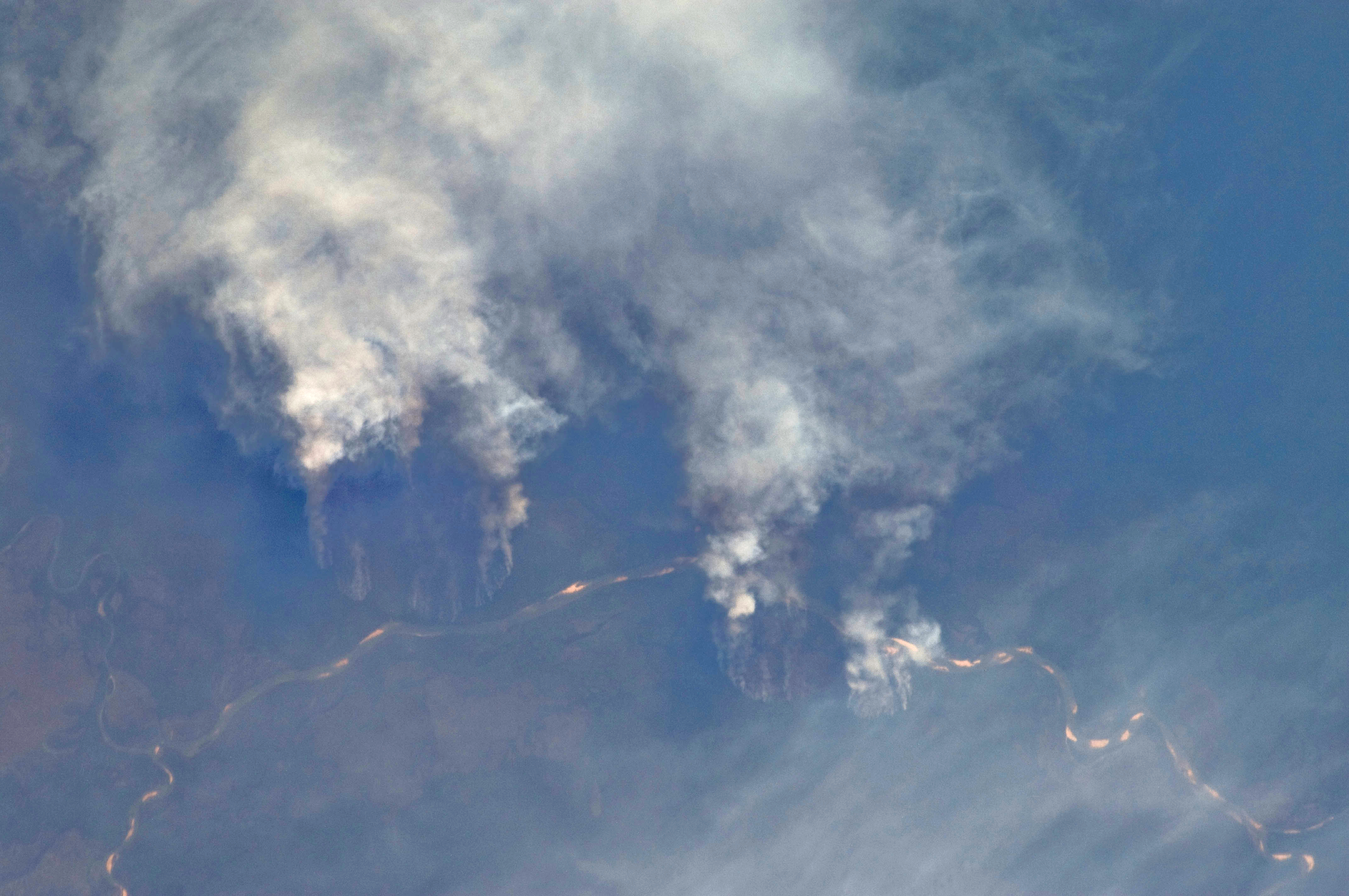
Fumaça de queimadas ao longo do rio Xingu. A queimada é uma prática agrícola comum no Brasil, mas libera grandes quantidades de gás carbônico, além de provocar grandes perdas na biodiversidade.

Outro gás importante, embora não considerado um poluente clássico, é o gás carbônico (CO2), que existe naturalmente em significativa proporção na atmosfera. Porém, ele também é um produto da queima de combustíveis fósseis, do desmatamento e das queimadas, sendo emitido em vastas quantidades atualmente por automóveis, indústria, expansão agrícola e outras fontes. Ele é um dos chamados gases estufa, que têm a propriedade de reter calor atmosférico impedindo que seja liberado no espaço. O metano produzido por alguns processos industriais, mas principalmente pela decomposição de matéria orgânica (esgotos domésticos, lixo, desperdício de alimentos), junto com o óxido nitroso, que é emitido na agricultura, mais o vapor d'água, que também são gases estufa, têm provocado desde o fim do século XIX um sensível aumento na quantidade de calor retido pela Terra, desencadeando o fenômeno conhecido como aquecimento global. Este fenômeno, que se agrava dia a dia pela crescente emissão de gases desta categoria, representa a maior ameaça ao ambiente e à sociedade que o mundo enfrenta, tendo uma penetração mundial e repercussões negativas profundas e gravíssimas em virtualmente todos os sistemas naturais do planeta. No Brasil os gases estufa são emitidos principalmente pelo desmatamento, mas o uso de combustíveis fósseis tem crescido e deve crescer ainda mais no futuro próximo.
O aquecimento global desequilibra todos os ecossistemas e gera efeitos vastos e múltiplos. Na escala global, tem provocado o desaparecimento das geleiras, a subida do nível do mar, o aquecimento, desoxigenação e acidificação dos oceanos, grandes mudanças no regime de chuva e no padrão dos ventos e correntes marinhas, e por consequência tem causado grande declínio na biodiversidade mundial. Por extensão, tem gerado altíssimos prejuízos econômicos e humanos, ameaçando a segurança alimentar, política, social e sanitária das nações. Para o Brasil as ameaças mais significativas estão no declínio da biodiversidade, reduzindo o aproveitamento de recursos naturais e dos serviços ambientais; a elevação do nível do mar, ameaçando populações e cidades litorâneas, e a expressiva modificação no padrão de precipitação, sendo projetadas uma elevação de temperatura de até 6 °C até o fim do século XXI e até 40% de redução nas chuvas na maior parte da zona de produção agropecuária, enquanto em outras deve haver proporcional aumento nas chuvas, pondo em xeque a produção de energia e alimentos, bem como aumentando o risco de inundações intensas e secas prolongadas. Mudanças na temperatura e na química da água do mar também afetam a biodiversidade marinha, e por isso é prevista, por exemplo, uma redução de até 40% na capacidade pesqueira no litoral da Região Sudeste. Vários desses efeitos já estão sendo sentidos, e a tendência é de se agravarem, se os níveis de emissões de gases estufa continuarem subindo.

#### Secas e enchentes

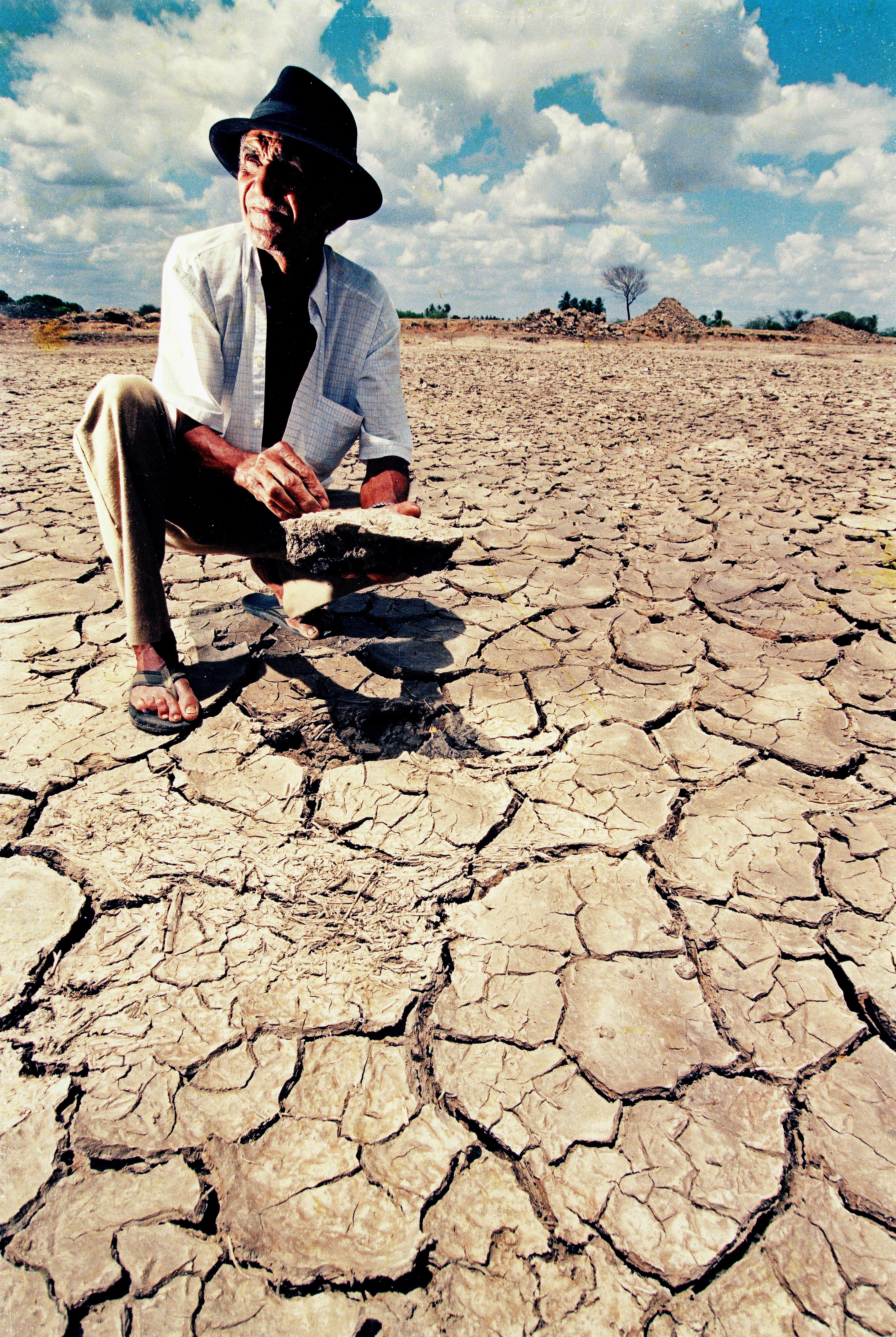
Imagem da seca no Nordeste.

Secas e enchentes são fenômenos naturais recorrentes no Brasil. Estão vinculados à variabilidade natural das estações, mas o aquecimento global coloca importantes fatores adicionais para seu agravamento, estando entre os seus principais impactos no caso brasileiro. As secas são mais intensas na Região Nordeste, onde o clima é por natureza semiárido, delimitando o chamado polígono das secas, onde os efeitos sobre o ambiente e a população são mais sentidos, prejudicando especialmente a agropecuária, e, por consequência, a sociedade. As secas nordestinas se tornaram lendárias, e deram origem a grande bibliografia e mesmo a obras de arte, romances e filmes, que enfocaram seus variados efeitos, sobretudo o desencadeamento de grandes migrações de populações para outras regiões do país, fugindo das ásperas condições de vida no Nordeste provocadas pelas calamidades climáticas. A seca de 2012, por exemplo, afetou mais de dez milhões de pessoas e deixou um prejuízo de mais de 16 bilhões de reais. No ano seguinte o fenômeno se repetiu ainda pior, considerado pela ONU o mais grave dos últimos 50 anos, colocando 1.200 municípios em estado de emergência. Só na Paraíba, 360 mil cabeças de gado morreram.
O Brasil tem um longo histórico de desenvolvimento de políticas públicas para enfrentar o desafio das secas, criando-se programas para a construção de açudes e poços, para gerenciamento dos estoques e para a distribuição de água, bem como de incentivos em variados setores da economia e do bem estar social, onde podem ser citados como exemplos os programas Seguro Safra, o Água para Todos e o Bolsa Família. Essas iniciativas resolveram parte dos problemas ligados à seca, mas a população está em crescimento constante, aumentando a pressão sobre os recursos hídricos. Na opinião do pesquisador José Nilson Campos, da Universidade Federal do Ceará, "há ainda muitos desafios, como a erradicação da pobreza, a eliminação das desigualdades regionais, aumentos de conhecimentos na gestão das águas, principalmente no que diz respeito à qualidade das águas dos reservatórios. A redução, ou eliminação, das poluições dos corpos hídricos constitui-se no maior desafio para os futuros governos".
Apesar da sua concentração na Região Nordeste, todas as regiões do Brasil sofrem secas periódicas. Tornou-se notória a grande crise hídrica na Região Sudeste, que vem desde 2013 e afeta principalmente o estado de São Paulo, com registro de recordes de calor e esgotamento dos reservatórios, gerando múltiplos impactos negativos sobre o ambiente e a sociedade e enormes prejuízos econômicos. A tendência é de que as condições de seca se agravem com o passar dos anos, em especial nas regiões Norte, Centro-Oeste e Nordeste, onde é esperada uma redução de 45% a 50% nas suas chuvas até o fim do século XXI. Para o ministro da Integração Nacional, Francisco Teixeira, “a situação de São Paulo mostra o quanto as mudanças climáticas afetam a todas as partes do país”.
A redução nas precipitações é influenciada principalmente pelo aquecimento global, que desequilibra todos os padrões do clima, mas se tornam agravantes para a população as deficiências na infraestrutura, que causam dificuldades no armazenamento e distribuição de água, bem como o inchaço urbano e o crescimento populacional, que geram maior consumo. O desmatamento é outro importante fator de agravamento do quadro de seca. O desmatamento da Amazônia é de especial relevância nesta situação, pois a floresta produz umidade que é distribuída pelos ventos para outras partes do país. O relatório O Futuro Climático da Amazônia, que fez uma síntese de cerca de duzentos estudos sobre o tema, apontou que a cada dia a floresta lança 20 bilhões de toneladas de água na atmosfera. Com o desmatamento, esse suprimento de umidade é reduzido, reduzindo proporcionalmente a quantidade de chuvas. Paralelamente, o aquecimento global prejudica a conservação das florestas, reforçando o ciclo. Outros impactos do desmatamento serão abordados na seção correspondente.

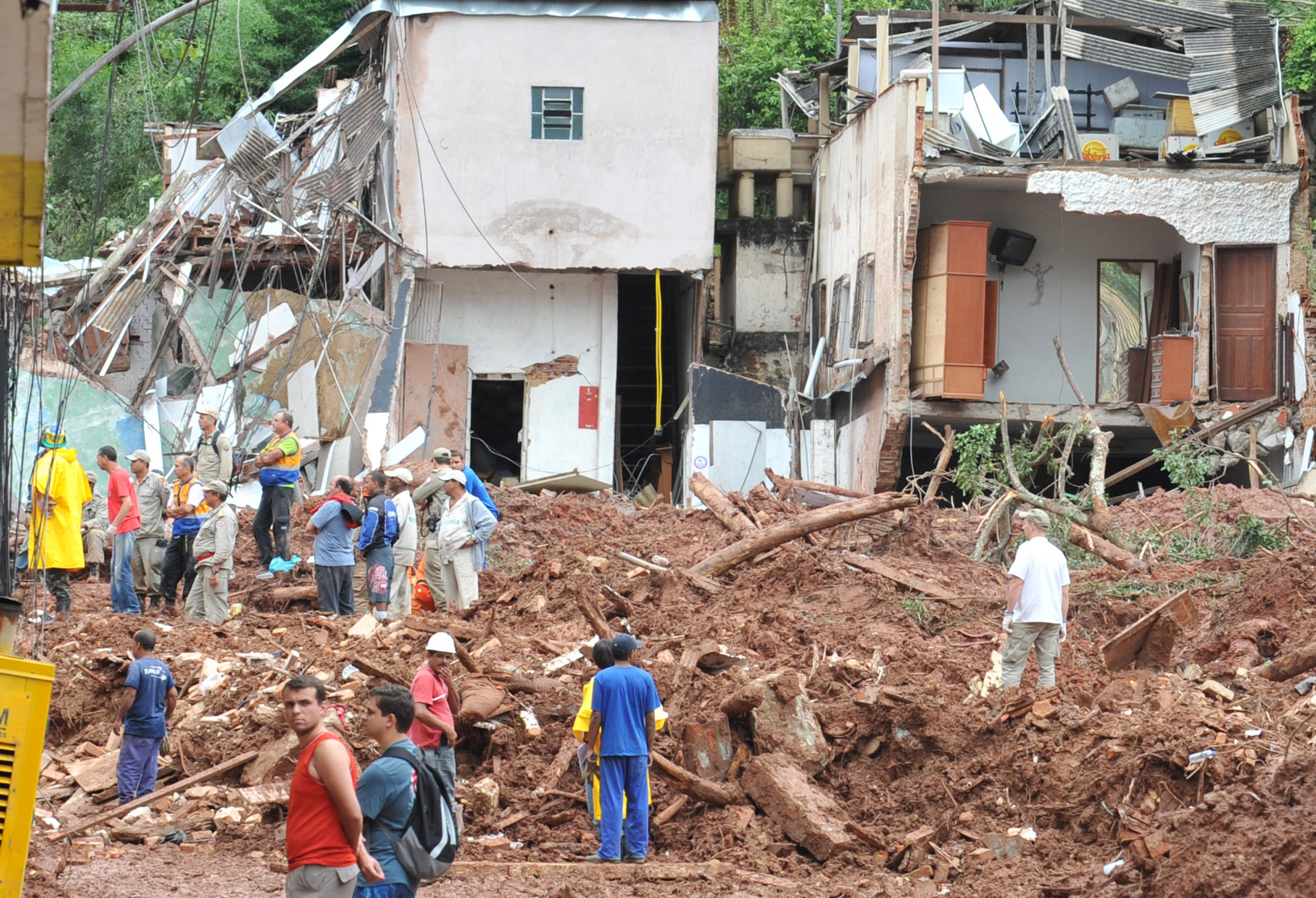
Efeitos das fortes chuvas e deslizamentos no estado do Rio em 2011.

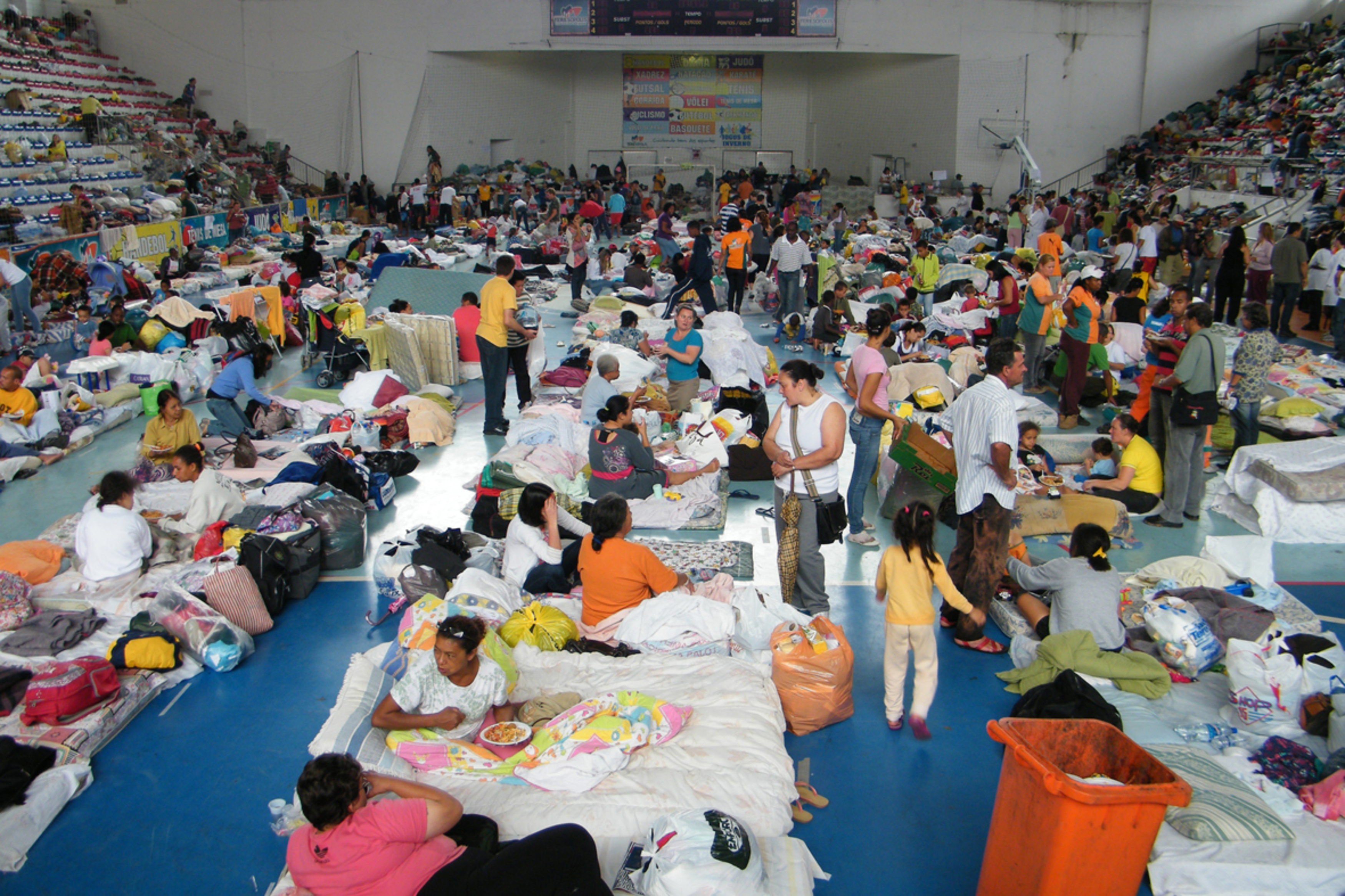
Desabrigados pelos desastres climáticos de 2011 no Rio.

Ao mesmo tempo, o aquecimento global aumenta o risco de enchentes e deslizamentos de terra, em particular nas regiões Sul e Sudeste, onde se espera que as chuvas aumentem de 30 a 40% até o fim deste século, sendo previsto também um aumento no número e na intensidade dos episódios de chuva torrencial. Essas regiões já sofrem com as cheias, que provocam epidemias e grandes estragos nas cidades e no campo, deixam mortos e milhares de desabrigados, desestruturam redes de saneamento, de transporte, de segurança, de assistência e de abastecimento de víveres e energia, prejudicam as atividades econômicas e causam graves falhas sistêmicas com efeitos locais e outros distantes de sua origem, e tudo isso deve piorar com o esperado aumento das chuvas. Apenas na cidade de São Paulo, onde segundo as previsões as chuvas devem aumentar, as enchentes causam um prejuízo de 762 milhões de reais por ano. Nas enchentes e deslizamentos de terra no Rio de Janeiro em 2011, a maior tragédia natural já vivida no país, morreram 906 pessoas, 400 desapareceram, 30 mil ficaram desabrigadas, 770 encostas de morros tiveram sua estabilidade comprometida, com sua recuperação estimada em 3,3 bilhões de reais. O prejuízo para as empresas chegou a 470 milhões de reais. O Banco Mundial calculou que as enchentes em todo o Brasil entre os anos de 2008 e 2011 deram 15 bilhões de reais de prejuízos materiais e ocasionaram mais de mil mortes, além de produzirem transtornos de várias ordens que levarão anos para serem equilibrados. Nas regiões litorâneas o risco de cheias aumenta por causa da subida do nível do mar, provocando a destruição de estruturas construídas pelo homem e alterações dos ecossistemas que oferecem proteção contra tempestades e inundações, como os manguezais.
Os desequilíbrios do clima podem causar também perdas agrícolas de até 7 bilhões de reais anuais até 2020, com reduções em todas as principais culturas brasileiras, como a soja, o milho, o café, o algodão e a laranja. Cerca de 11 milhões de hectares de terras agricultáveis podem ser perdidos até 2030 em função do aquecimento. Disse o professor Carlos Machado, da Escola Nacional de Saúde Pública da Fundação Oswaldo Cruz, que cerca de 86 milhões de pessoas foram afetadas direta ou indiretamente pelas secas e inundações ocorridas entre 1990 e 2010. Neste período 1 780 pessoas morreram em função direta dos desastres climáticos, "mas o número de mortes chega a 460 mil, se forem incluídas doenças e outros males desencadeados pelas tragédias". O professor disse ainda que o Brasil em geral não está preparado para enfrentar os desastres climáticos, uma vez que apenas 6% das cidades possuem algum plano de emergência. Andrea Santos, secretária-executiva do Painel Brasileiro de Mudanças Climáticas e autora principal do capítulo sobre transportes no relatório do Painel, afirmou que a infraestrutura das cidades brasileiras, especialmente no que diz respeito aos transportes e mobilidade urbana, não foi pensada para lidar com a elevação das temperaturas e chuvas mais intensas.
Outro problema é a crescente influência destrutiva do lobby do agronegócio sobre a política nacional do clima e a legislação ambiental, empregando um discurso de defesa do livre mercado e do crescimento irrestrito. Seus argumentos frequentemente se baseiam em falsas noções científicas, políticas e econômicas e no negacionismo climático.

### Desmatamento

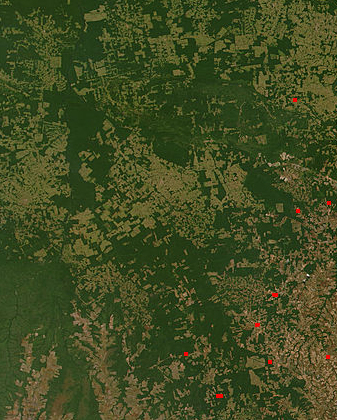
Imagem de satélite mostrando o desmatamento em uma região do Mato Grosso, o estado brasileiro que sofre com as perdas recentes mais agudas.

O desmatamento é outro dos problemas ecológicos de grande magnitude que o país enfrenta. Suas causas principais são a conversão das terras para a agricultura ou para a pecuária, a exploração madeireira (legal e ilegal), a grilagem de terras, a urbanização e a criação de infraestruturas como pontes, estradas e barragens. Os estados mais afetados são o Mato Grosso, o Pará e Rondônia. O desmatamento foi notado desde os primeiros tempos da colonização, e hoje chegou a dimensões muito preocupantes. O Brasil é o país com maior índice de biodiversidade do mundo, mas também é o maior desmatador do mundo. Originalmente cerca de 90% do seu território era coberto por florestas, com o restante coberto por campos e outras formações vegetais, mas em 2000 a área vegetada havia baixado para 62,3%. O bioma da Mata Atlântica é o mais ameaçado, restando somente cerca de 13% de sua área primitiva, que em sua maior parte está em condição altamente fragmentada, o que acentua sua fragilidade.
No Brasil a principal causa de desmatamento é a expansão da área destinada á agropecuária. Em termos globais, esta causa responde por 49% de todo desmatamento ilegal do mundo, cabendo ao Brasil e à Indonésia 75% das matas tropicais perdidas ilegalmente para tais fins. Na Amazônia a pecuária gerou mais de 60% das áreas perdidas. Também são importantes a expansão das cidades, que crescem rápido com o aumento populacional e se multiplicam desordenadamente em torno das novas áreas de produção agropecuária — muitas vezes sem qualquer infraestrutura e gerando vários impactos ambientais paralelos — e a construção de hidrelétricas, que também incentiva novas urbanizações, em média duplicando a área de mata perdida em relação àquela originalmente destinada ao alagamento. Calcula-se que se todos os rios do Pantanal fossem aproveitados para a geração de energia hidrelétrica a modificação em seus sistemas hidrológicos seria tão profunda que o bioma desapareceria. O governo chegou a reduzir a área de algumas reservas protegidas para favorecer a construção de novas barragens. Além de terem grande impacto direto sobre as florestas, as barragens afetam a fauna aquática ao cortarem o fluxo dos rios, fragmentando os ecossistemas fluviais. Isso, por exemplo, estimula o surgimento de espécies invasoras e impede a migração para desova (piracema) de muitas espécies de peixes, prejudicando sua reprodução, com várias outras repercussões indiretas sobre os ecossistemas e sobre comunidades ribeirinhas que usam o peixe como alimento. As águas represadas também favorecem a multiplicação de mosquitos e parasitas humanos e o crescimento de doenças como a malária.
Além da Mata Atlântica, que já perdeu uma área maior que toda a Região Sudeste, todos os outros biomas nacionais estão severamente ameaçados. Na Amazônia as perdas totais já chegam a 17%, e 47% mais estão já sob algum tipo de pressão. O Cerrado, a savana mais biodiversa do mundo, abrigando 37% de toda a biodiversidade nacional, já perdeu mais de 50% de sua área primitiva. É também o segundo bioma mais ameaçado, perdendo área principalmente para a agricultura. Se as taxas de perdas continuarem no ritmo atual, calcula-se que em vinte anos terá desaparecido inteiramente. Dele sai a água que abastece o Pantanal matogrossense e vários outros importantes sistemas hídricos do Brasil. A Caatinga já perdeu 45,39% de sua vegetação nativa, e 80% de todo o bioma já sofreu alguma alteração, principalmente por causa da expansão da agricultura e da exploração de madeira. No Pampa a situação igualmente não é tranquila, já tendo perdido mais de 54% de sua área original, especialmente para a rizicultura mecanizada, a pecuária e as extensas monoculturas de eucaliptos e pinheiros exóticos para produção de celulose. Por fim, o Pantanal, uma das áreas úmidas mais ricas em biodiversidade do mundo, sendo declarado Reserva da Biosfera e Patrimônio Mundial pela Unesco, já foi perdido em 15,18%. O resultado direto dessas perdas é que em 2014 o país tinha mais de três mil espécies ameaçadas de extinção. As queimadas, o principal método de derrubada da mata, são também o principal contribuinte brasileiro para o aumento global das emissões de gases estufa.

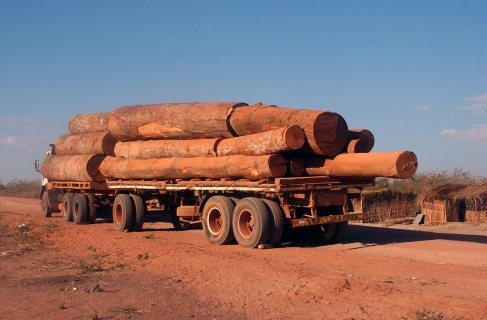
Retirada ilegal de madeira de uma reserva indígena no Mato Grosso.

O desmatamento e a degradação dos ecossistemas florestais geram múltiplos impactos ambientais e sociais. As florestas são o maior reservatório de vida selvagem do país, e seu desaparecimento ou degradação conduz necessariamente a um importante empobrecimento tanto da biodiversidade em si quanto dos recursos naturais que delas se obtêm, como a madeira, substâncias medicinais, alimentos, óleos, resinas, corantes, condimentos, fibras, entre outros. As florestas são importantes preservadoras, reguladoras e purificadoras dos mananciais hídricos, têm papel destacado na conservação da biodiversidade aquática e da fertilidade dos solos, oferecem proteção contra tempestades e inundações e contra a erosão do solo e o assoreamento dos rios e lagos, produzem oxigênio, transformam em biomassa o gás carbônico que produz o aquecimento global, e produzem umidade atmosférica que resulta em chuvas. Assim, é fácil perceber a importância de sua preservação e os danos em múltiplos níveis que decorrem de sua perda. Ao mesmo tempo, o desmatamento atua como fator de aumento na incidência de doenças infecciosas como a malária, a leishmaniose, a doença de Chagas e outras.
A aprovação em setembro de 2012 de um novo texto para o Código Florestal tem estimulado uma nova aceleração nas taxas de desmatamento. Desde então a situação piorou dramaticamente, com uma explosão nas taxas de desmatamento e nas queimadas criminosas, sempre associadas ao tráfico ilegal de madeira, invasões, corrupção, crimes violentos, assassinatos e perseguição a lideranças indígenas e ambientalistas, e é favorecida pelo recente desmantelamento em larga escala da máquina administrativa e fiscalizadora do governo, corte maciço de verbas públicas para o ambiente, ampla flexibilização da legislação normativa e dos licenciamentos e supressão de sistemas colegiados de governança. Para a comunidade científica, a situação é catastrófica. Enquanto os dados são documentados pelos cientistas, o governo sistematicamente vem negando todas as acusações ou minimiza os problemas, além de veicular uma série de informações falsas para o público. Para o chanceler Ernesto Araújo, a crise ambiental é uma "mentira da esquerda contra Bolsonaro".

### Declínio da biodiversidade e dos serviços ambientais
O Brasil ainda é o país com maior biodiversidade em todo o mundo, com alta taxa de endemismo (espécies que só existem no país). Já foram descritas no país mais de 120 mil espécies de invertebrados, aproximadamente 8.930 espécies vertebrados (711 mamíferos, 1900 aves, 732 répteis, 973 anfíbios, 3.133 peixes continentais e 1.376 peixes marinhos), e 43.020 espécies vegetais. Porém, na lista de espécies ameaçadas de extinção publicada em 2014 pelo Ministério do Meio Ambiente constavam, em todas as categorias de ameaça, de vulnerável a criticamente ameaçada, 2.113 espécies vegetais, 698 espécies de mamíferos, aves, répteis, anfíbios e invertebrados terrestres, e 475 de peixes e invertebrados aquáticos. Muitas espécies estão em perigo crítico. Dez espécies de animais já foram declaradas extintas em todo o território nacional; cinco delas eram endêmicas do Brasil, ou seja, foram extintas em escala global.

#### Destruição de ecossistemas e habitats
A Convenção sobre Diversidade Biológica enfatiza "o valor intrínseco, ecológico, genético, social, econômico, científico, educativo, recreativo e estético da diversidade biológica e de seus componentes", mas estes valores em geral não são reconhecidos pelos criadores de políticas e pela população, resultando em superexploração e negligência dos recursos naturais, que levam ao declínio das populações selvagens.
Como todos os seres estão interligados na cadeia da vida, seu declínio estimula a invasão por espécies exóticas e empobrece também todos os serviços ambientais produzidos pelos seres integrantes das áreas verdes, que incluem a purificação das águas e do ar, a preservação dos mananciais de água, a produção de solo fértil, a regulação do clima, a captura de carbono gerador do efeito estufa, o sustento de polinizadores das culturas agrícolas, e a defesa contra desastres ambientais como tempestades, erosão do solo e inundações. Surgindo esses efeitos, eles desencadeiam novas perdas na biodiversidade, o que inicia um ciclo de reforço mútuo que leva a crescentes níveis de perdas sobre perdas (feedback). Depois de atingido certo nível de degradação, os ecossistemas entram em um ciclo irreversível de colapso. Logicamente, os efeitos para a sociedade são cumulativos e vastos, prejudicando a economia, a segurança alimentar, gerando pobreza e inquietação social, e destruindo culturas tradicionais. O Brasil ainda tem grande população indígena, que depende vitalmente das florestas. Da mesma maneira como ocorre nas áreas verdes, a degradação das águas interiores e dos oceanos empobrece a biodiversidade aquática e tem impacto na qualidade dos serviços ambientais oferecidos por esses sistemas.

#### Queimadas

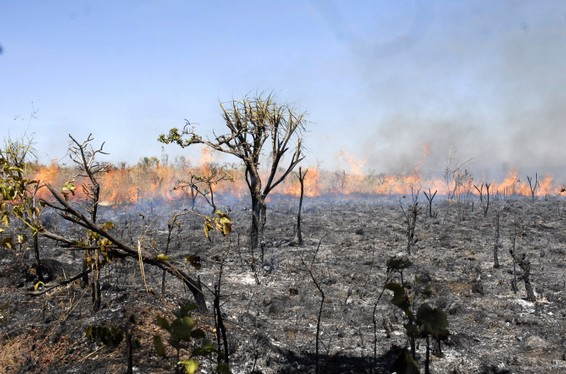
Queimadas são grandes destruidoras de ecossistemas e emitem muitos poluentes, mas são prática comum na lavoura e um dos métodos preferenciais de desmatamento.

A queimada é uma prática tradicional de supressão de formações vegetais, e continua sendo usada em larga escala como maneira de clarear o solo. Já foi citada sua grande contribuição para a amplificação do aquecimento global através da emissão de gases estufa, mas elas desencadeiam uma série de outros efeitos negativos. Sua fumaça, rica em substâncias tóxicas e material micro particulado, aumenta a poluição atmosférica e provoca ou agrava muitas doenças, especialmente as do aparelho respiratório, como asma e bronquite, mas também náuseas e tonturas, conjuntivite, alergias, danos ao sistema nervoso, e complicam as doenças cardiovasculares e gastrointestinais, podendo levar à morte. A inalação de determinados poluentes têm efeito cumulativo, e onde a prática é comum isso pode se tornar um problema grave. Crianças e idosos são os mais afetados. As queimadas promovem erradicação maciça da biodiversidade, afetando também a fauna das camadas superficiais do solo, forçam migrações, desorganizam comunidades e aumentam conflitos populacionais por alimentos e território. Elas também facilmente fogem ao controle, destruindo áreas muito maiores do que as inicialmente pretendidas.
Têm sido assinalados ainda problemas sistêmicos desencadeados pelas queimadas, entre eles o aumento de atendimentos hospitalares e gastos gerais com a saúde, cortes no fornecimento de energia elétrica, problemas no abastecimento de água e bloqueio de nascentes, alteração na formação e propriedade das nuvens e nos ciclos das chuvas, elevação dos preços dos alimentos e comprometimento da segurança e do funcionamento do transporte aéreo e rodoviário devido à fumaça reduzir a visibilidade. Alega-se muitas vezes que a queimada é benéfica para a lavoura, pela produção de cinzas fertilizantes e pela facilidade da remoção da vegetação superficial ou do restolho, mas se alguns benefícios práticos são reais, são também efêmeros, e a partir da segunda queimada o solo começa a se degradar, com queda da produtividade agrícola pela perda de nutrientes e compactação, facilitando também a erosão, a invasão por espécies exóticas e o assoreamento dos rios, e logo se torna necessário o uso de fertilizantes químicos para compensar a perda da fertilidade natural, o que frequentemente vai acompanhado pelo aumento do uso de pesticidas e herbicidas para controle de espécies invasoras e outras pragas. O processo se complica com feedbacks múltiplos e pode levar à desertificação.

#### Caça, tráfico e superexploração de espécies

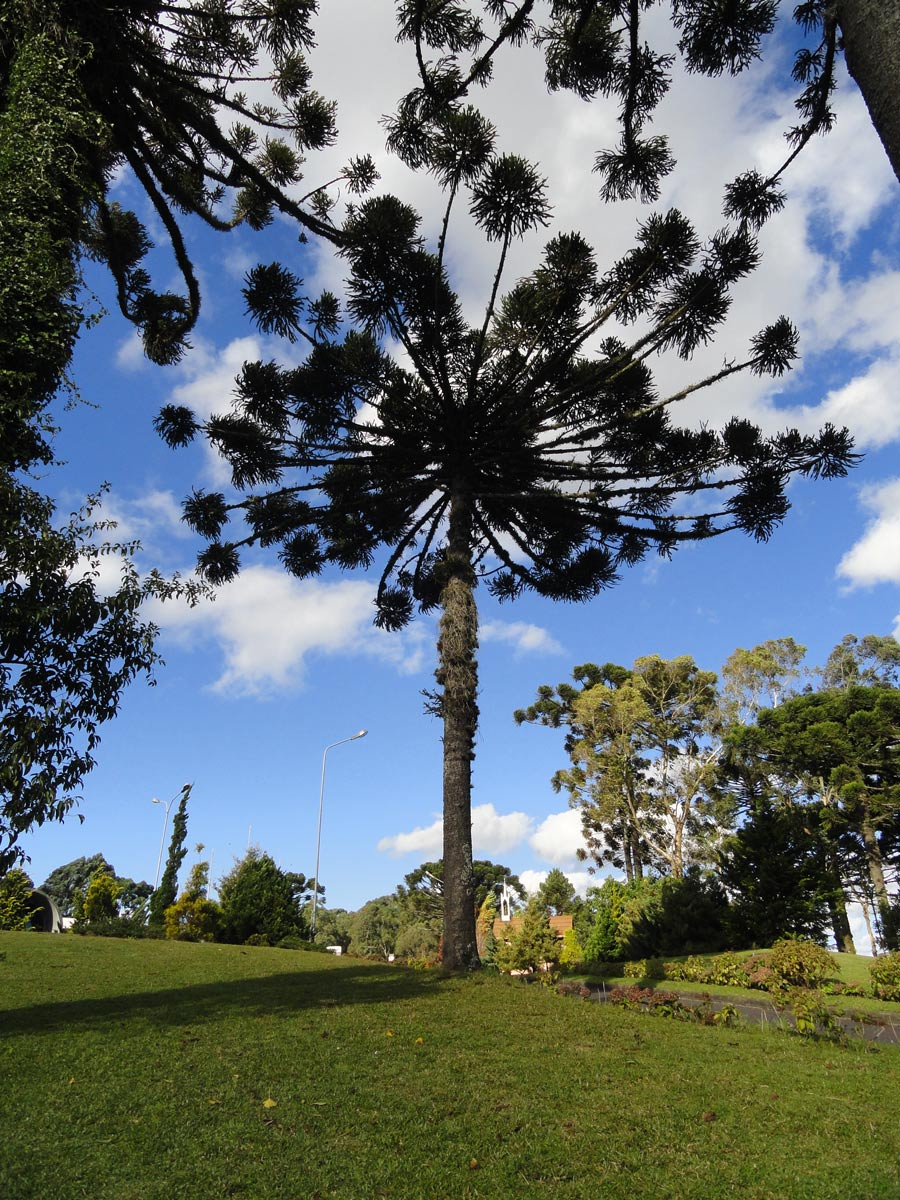
Exemplar de araucária, espécie em perigo crítico de extinção.

A captura de animais nativos é proibida no Brasil, salvo em casos especiais previstos na legislação, que contemplam o estudo científico, a coleta para museus e as práticas tradicionais dos povos indígenas, porém caça e pesca ilegais ainda existem, em algumas regiões constituindo ameaça importante à biodiversidade, praticadas em geral por esporte, para alimento, pelo couro ou plumas, ou para o comércio e cativeiro. Espécies domesticáveis como os papagaios, ou valiosas pelo couro, como os jacarés, estão entre as presas mais cobiçadas, fomentando um comércio ilegal bilionário. Segundo dados da ONU, o tráfico ilícito de espécies silvestres é o terceiro mercado negro mais lucrativo do mundo, gerando uma renda de dez bilhões de dólares anuais. Deste total, o Brasil responde por cerca de 15%, representando em torno de 38 milhões de animais capturados/mortos a cada ano. Mesmo as espécies que são caçadas para o cativeiro, pretendendo-se que vivam, sofrem desproporcionalmente, pois cerca de 90% dos exemplares capturados morrem antes de chegar aos seus compradores. A ararinha-azul, ilustrada na abertura deste artigo, espécie endêmica do Brasil, é caso emblemático, só sobrevivendo em cativeiro e mesmo assim em número reduzidíssimo, tendo desaparecido em função da caça e da destruição de seu habitat. Nas palavras do ambientalista Talden Queiroz de Faria,
"Na maioria das vezes as pessoas adquirem um desses animais para simplesmente se darem ao deleite de tê-lo em casa, ignorando as consequências negativas que isso pode ter para o animal e para o meio ambiente. Há casos em que o sujeito realmente acredita estar fazendo um bem ao próprio animal ao criá-lo perto de si, achando que isso é uma demonstração de amor pelo mesmo. [...] A pessoa que adquire um singelo animal silvestre em uma feira livre como um papagaio ou um galo-de-campina talvez não imagine que está alimentando a cadeia de um negócio ilegal tão estruturado quanto o tráfico de drogas e que resulta em crueldade e maus tratos contra os animais e em extinção da biodiversidade. Na verdade, por conta da globalização e das altas cifras envolvidas o tráfico da fauna silvestre se modernizou e passou a adotar as mesmas estratégias e rotas do tráfico de drogas. Para se ter uma ideia, basta dizer que a arara-azul-de-lear custa sessenta mil dólares, a jararaca-ilhoa custa vinte mil dólares e o grama de veneno da cobra coral-verdadeira custa mais de trinta e um mil dólares".
Da mesma maneira funciona a exploração excessiva de algumas espécies vegetais, como por exemplo as madeiras nobres. A araucária é um exemplo clássico, existindo antes em abundância mas explorada intensivamente desde o século XIX, hoje em perigo crítico de extinção. Essas atividades predatórias, combinando-se ao desmatamento, à poluição, à competição com espécies invasoras, à expansão agrícola e urbana e outras ameaças ambientais, causam grande declínio nas espécies nativas, levando diversas delas à extinção ou a entrar em ameaça de extinção. Também neste campo existe volumosa legislação protetora e normativa, mas como nos outros casos, a fiscalização é pobre. Hábitos culturais predatórios da população e interesses econômicos quase sempre prevalecem, e as perdas continuam.

#### Espécies invasoras
Um importante problema paralelo ao declínio de espécies nativas, e de fato uma de suas maiores causas, é o surgimento de invasões por espécies exóticas, sendo, em nível global, a segunda maior causa de extinções. As espécies exóticas, oriundas de outros países, chegam ao Brasil através de uma variedade de meios, como o comércio de produtos naturais, migração de pessoas, transporte de bens e outros, podendo ocorrer com espécies micro ou macroscópicas, que podem ser transportadas adultas ou em fases iniciais de seu desenvolvimento (ovos, esporos, filhotes, etc). Animais e plantas exóticos importados com fins recreativos ou ornamentais muitas vezes são liberados na natureza, seja por acidente, seja de maneira deliberada, e se multiplicam. Tipicamente essas espécies não encontram inimigos naturais nos novos locais de estabelecimento, e por isso, se chegam a se adaptar ao novo ambiente, crescem exponencialmente e passam a competir com as espécies nativas. O problema é escassamente conhecido pelo grande público, que ignora os elevados impactos que produz sobre a biodiversidade em si e por consequência sobre a economia, os ecossistemas e mesmo a saúde da população. Espécies nativas, por outro lado, podem se tornar invasoras quando o seu ambiente é desequilibrado, ou podem ser levadas de uma região do Brasil para outra, onde antes não existiam. O Brasil apenas há pouco vem abordando o problema, e o governo reconhece que ele é de grande gravidade, mas ainda está longe de alcançar a desejável eficiência em seu controle.
Num projeto especial conduzido em 2005 pelo Ministério do Meio Ambiente em parceria com outras organizações, foi diagnosticada a ocorrência de 66 espécies exóticas invasoras que afetam o ambiente marinho, divididas nos subgrupos fitoplâncton (3), macroalgas (10), zooplâncton (10), zoobentos (38), peixes (4) e bactéria pelágica (1); 49 espécies que afetam as águas continentais: crustáceos (1), macrófitas aquáticas (6), microrganismos (1), moluscos (4) e peixes (37); 176 espécies que afetam o ambiente terrestre, sendo 68 da fauna e 108 da flora; 155 espécies que afetam os sistemas produtivos, incluindo ácaros (11), bactérias (19), fitoplasma (1), fungos (53), insetos (32), nematóides (11), prion (1), viróide (1) e vírus (26), e 97 espécies que afetam a saúde humana: vírus (14), bactérias (11), protozoários (7), fungos (8), helmintos (12), moluscos (7), artrópodes (18) e plantas (20).

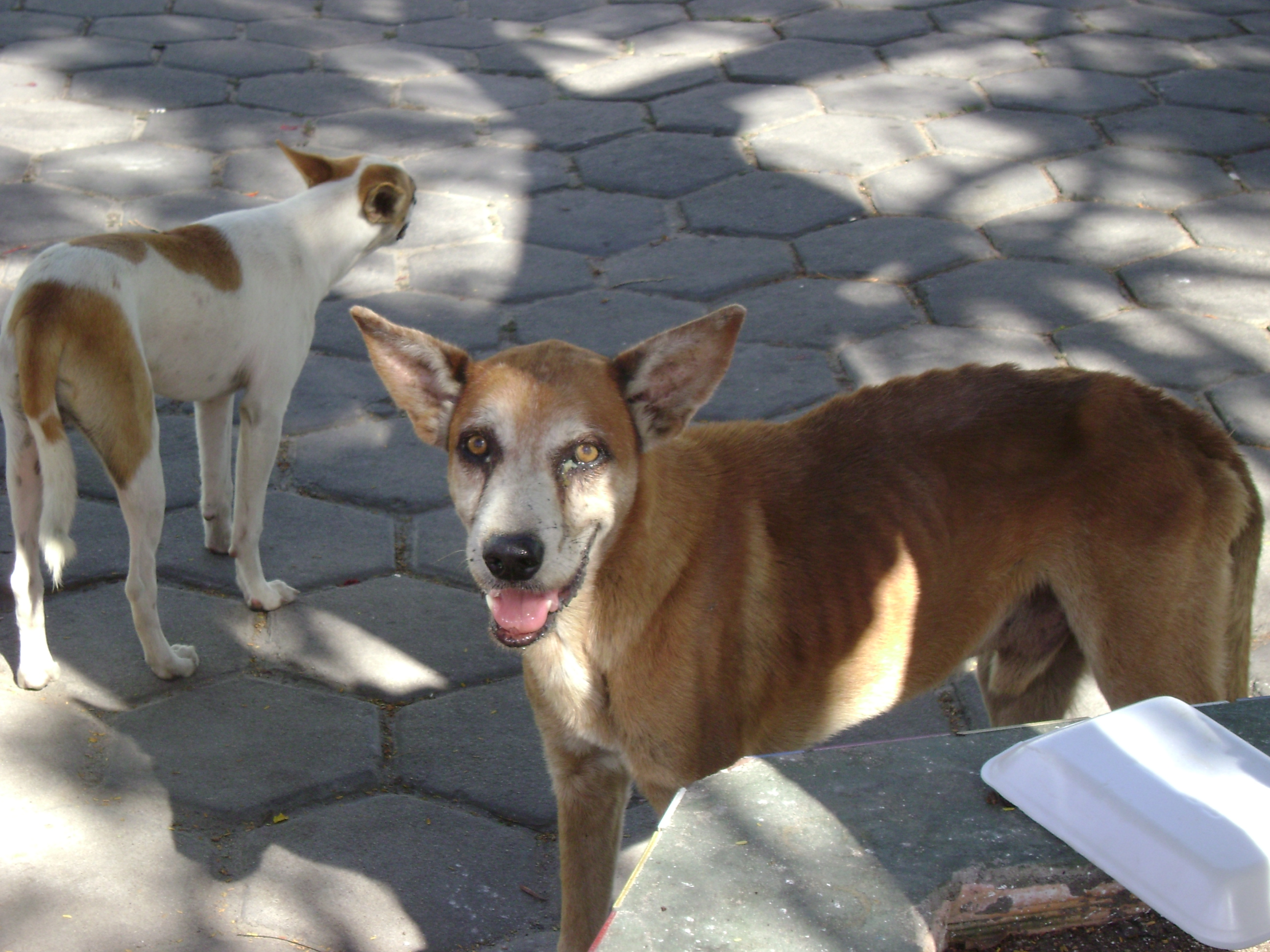
Cães de vida livre são uma das espécies exóticas presentes no Brasil que provocam mais danos à biodiversidade.

Nem mesmo as áreas protegidas estão livres desta ameaça. Um levantamento realizado em 2013 nas 313 unidades de conservação (UC) federais apontou a existência de 144 espécies invasoras: 106 de plantas vasculares, 11 de peixes, 11 de mamíferos, 5 de moluscos, 3 de répteis, 3 de insetos, 2 de cnidários, 1 de anfíbio, 1 de crustáceo e 1 de isópoda. As espécies presentes em maior número de UCs foram: Canis familiaris – cão doméstico (53 UCs); Felis catus – gato doméstico (34 UCs); Apis mellifera - abelha africana (33 UCs); Mangifera indica – mangueira (31 UCs); Urochloa maxima - capim colonião (28 UCs) e Melinis minutiflora – capim-gordura (26 UCs). Os cães, por exemplo, são um caso bem ilustrativo dos extensos impactos da disseminação de espécies invasoras. Entre os muitos efeitos negativos que produzem sobre a fauna brasileira estão a transmissão de doenças, perseguição, estresse, deslocamento, agressões e morte de animais nativos, hibridação com canídeos selvagens e competição com vários predadores nativos, e podem também transmitir mais de 100 doenças para o homem, entre elas a raiva, a cinomose e a leishmaniose. Segundo Rangel & Neiva,
"A introdução de cães frequentemente tem consequências ecológicas graves, pois são predadores eficientes de fauna nativa. [...] A grande abundância de cães abandonados possui causas múltiplas relacionadas a fatores religiosos, culturais e socioeconômicos. As consequências do abandono estão relacionadas à conservação, à saúde pública, ao bem-estar animal, a prejuízos ambientais, a agressões a seres humanos e outros animais, entre outros. [...] Cães livres ou ferais, estimados em 75% da população mundial canina (WSPA 2011), podem sobreviver independentes da intervenção e assistência humana se alimentando de lixo. Os cães livres ou ferais com acesso a áreas florestadas podem possuir como subsistência primária a predação de animais silvestres. A adaptação do cão doméstico à vida selvagem tem sido favorecida pela remoção de canídeos silvestres e grandes felinos (seus potenciais predadores ou competidores), pela disponibilização de fontes de alimento, água ou abrigo, e pelo abandono contínuo e irresponsável de cães e filhotes indesejados não castrados. Todos os cães tendem a caçar por diversão, ferindo ou matando animais silvestres, tomando presas tanto grandes quanto pequenas, e raramente consumindo suas vítimas. [...] Em estudos em alguns remanescentes florestais e unidades de conservação, Srbek-Araújo & Chiarello (2008) e Espartosa (2009) afirmaram que mesmo entrando quilômetros pela mata, é comum o avistamento de cachorros, e em maior densidade que a maioria dos mamíferos nativos. Uma vez abandonados, acabam se adaptando aos fragmentos de mata e predam animais silvestres como aves, tartarugas, lagartos como iguanas e teiús, toda a sorte de mamíferos como marsupiais, roedores, mustelídeos, cingulados, e até mamíferos de maior porte como ungulados, procionídeos, hienídeos, e primatas como macacos-prego, bugios e babuínos, além de ovos e ninhegos".

#### Atropelamentos
Segundo o Centro Brasileiro de Estudos em Ecologia de Estradas, da Universidade Federal de Lavras, o mais importante fator de perdas diretas em biodiversidade, contudo, são os atropelamentos de animais nas estradas do país. De acordo com os últimos levantamentos, cerca de 475 milhões de animais morrem todos os anos desta maneira, numa média de 15 animais mortos a cada segundo. O problema é tão grave porque muitas das reservas do Brasil são cortadas por estradas, há cerca de 15,5 mil km de rodovias atravessando áreas protegidas. A falta de conscientização dos motoristas é um fator principal, mas também contribuem a falta de sinalização, a má conservação e o excesso de velocidade, além, naturalmente, do mau planejamento na construção das rodovias. Muitas vezes as estradas atraem os animais, pois encontram ali uma zona ensolarada e também restos de alimentos jogados pelos motoristas, o que aumenta os riscos de atropelamentos. Como afirmaram Oliveira & Latini, "a abertura de estradas é uma atividade antrópica importante no desenvolvimento socioeconômico, pois elas são necessárias a sociedade, possibilitando o deslocamento das pessoas, gerando oportunidades de serviços e geração de renda. [...] Por outro lado, representam grandes impactos ambientais negativos, acarretando prejuízos imensuráveis, que não se restringem somente a área diretamente afetada pela estrada, mas também, a sua área de entorno". Esses impactos adicionais produzidos pela abertura de estradas incluem urbanização, desmatamento, dispersão de espécies invasoras, poluição, fragmentação das áreas verdes, interrupção de rotas de migração, alteração nos sistemas hídricos, aumento no nível de ruído ambiental e outras mudanças que prejudicam a natureza. Ainda não existe forma de controle eficiente, embora esteja em estudo legislação específica e em algumas rodovias estejam sendo construídos túneis para passagem dos animais. Com a expansão prevista da rede viária, espera-se que este problema, que não é exclusivo do Brasil, piore.

### Desperdícios

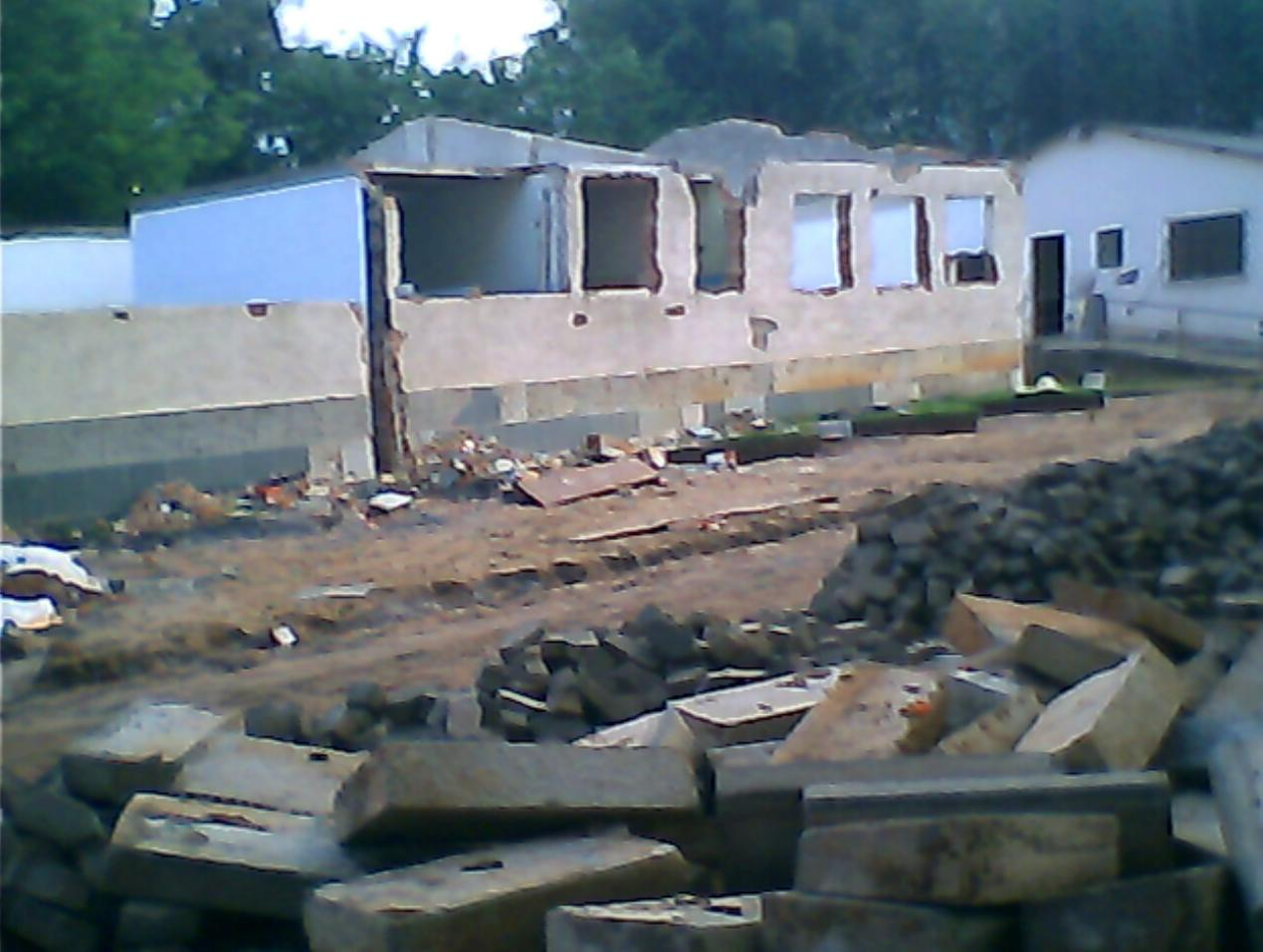
Demolição de residências em Belo Horizonte para construção de um prédio no mesmo local. Esse material em geral é desperdiçado ou é usado como simples aterro.

A cultura contemporânea é uma cultura de desperdícios, e o Brasil não foge à regra. Vários estudos têm apontado para as elevadas taxas de perdas na cadeia produtiva e nos sistemas de distribuição e consumo de virtualmente todos os bens e serviços, na construção, na indústria, nos usos da terra, energia e água, nos alimentos, na administração pública e na exploração de todos os recursos naturais, e o próprio governo o reconhece. São exemplos típicos as perdas na cadeia produtiva de hortaliças, que segundo a Embrapa chegam a 43% de tudo o que é produzido. Segundo informa a FAO, o desperdício de alimentos é a terceira maior causa de emissões de carbono, contribuindo significativamente para a ampliação do aquecimento global. No Brasil a cada ano 26,3 milhões de toneladas de comida são jogadas fora. Além do impacto climático, esse desperdício seria o bastante para alimentar facilmente os 13 milhões de brasileiros que ainda passam fome. Nas cidades desperdiça-se de 50 a 70% de toda a água captada, e na construção civil, setor que consome de 20 a 50% de todos os recursos naturais disponíveis, perde-se em média de 9 a 50% dos materiais, o que representa até 40% de todo o lixo produzido. Alguns materiais, como a argamassa, cuja produção tipicamente emite grandes quantidades de carbono e outros gases estufa, atingem níveis de desperdício de 90%. Em algumas cidades brasileiras os descartes da construção perfazem 70% do lixo urbano. Os custos sociais, econômicos e ambientais dessas perdas são elevadíssimos. Na perspectiva de um futuro sustentável, com o crescimento constante da população e a progressiva diminuição de recursos disponíveis de todas as ordens, a economia, a previdência e a proteção ao ambiente já não são uma opção, são um imperativo, a fim de assegurar a sobrevivência das espécies selvagens, a saúde dos ecossistemas, a continuidade do uso dos recursos naturais e a preservação da própria civilização, que daqueles recursos retira toda a sua riqueza.

## Prevenção e combate às ameaças ambientais

### Histórico
Até o início do século XX a consciência ecológica era quase nula, tanto global como nacionalmente. Algumas leis portuguesas nos séculos anteriores previram a proteção de algumas espécies especialmente importantes, e de certas áreas geográficas, a exemplo do monopólio real e proteção às madeiras nobres na época colonial, mas tipicamente elas surtiram pouco efeito. Na apreciação de Sérgio Luís Boeira,
"Os diversos ciclos econômicos foram, de certa forma, 'desastres ecológicos', pois a cada fase de intensa exploração e prosperidade seguiu-se outra de estagnação e decadência. Segundo o historiador José A. Pádua (1987, p.20), uma tradição de dois pólos esquizofrenicamente divorciados acompanha os debates sobre projeto de nação e sua relação com a natureza, no Brasil: de um lado uma celebração puramente retórica e, de outro, uma realidade de devastação impiedosa".
A situação começou a mudar, embora timidamente, no início do século XX. Em 1916 foi promulgado um novo Código Civil, onde os recursos ambientais como a água, a fauna e a flora passaram ser abordados com mais especificidade. Anos mais tarde um grupo de intelectuais, políticos, jornalistas e cientistas passou a se preocupar com a preservação do patrimônio natural brasileiro. Deste movimento resultou a criação do primeiro Código Florestal Brasileiro, promulgado em 1934, definindo parâmetros para a proteção das florestas e para sua exploração ordenada. No mesmo ano apareceu o  Código das Águas e uma nova Constituição, onde foi dado algum espaço para o ambiente. Nesta época surgiram os primeiros parques nacionais: Itatiaia, Iguaçu e Serra dos Órgãos.

Folheto da União Protetora da Natureza contra a matança de passarinhos.

Um dos pioneiros do ambientalismo no Brasil, Augusto Ruschi, protestando em 1977 contra o governo do estado do Espírito Santo por causa da instalação de uma fábrica de palmito na Reserva Biológica de Santa Lúcia.

As duas décadas seguintes seriam de retrocesso. O país se empenhava em uma agressiva política desenvolvimentista, o ambiente ficava em segundo plano. Porém, foram marcos importantes o Código de Pesca (1938), o Código de Minas (1940) e o Código de Caça (1943). Nos anos 1960 o interesse retornou, diante da crescente gravidade de alguns problemas ambientais, como a poluição e o desmatamento. Foram criados novos marcos legais de amplo escopo, como o Estatuto da Terra (1964) e novos textos para o Código Florestal (1965), o Código de Caça (1967) e o Código de Mineração (1967). Ainda em 1967 foi fundado o Instituto Brasileiro de Desenvolvimento Florestal, com a missão de formular a política florestal e desenvolver medidas de controle e proteção aos vários biomas nacionais, introduzindo o conceito de recursos renováveis. A preocupação com a natureza ganhava corpo entre a população, surgiam organizações ambientalistas, depois do exemplo pioneiro da União Protetora da Natureza, fundada em 1965 em São Leopoldo, e o tema recebia mais atenção em nível internacional.
Em 1972, com a participação do Brasil, realizou-se a Conferência de Estocolmo, o primeiro grande encontro que abordou a problemática ambiental. Nesta época o país era criticado pela ausência de políticas ambientais consistentes, e em resposta foi criada em 1973 a Secretaria Especial de Meio Ambiente, vinculada ao Ministério do Interior. O principal resultado dos esforços oficiais apareceu em 1981 na forma da Política Nacional de Meio Ambiente, que estabeleceu como princípio básico o direito de todos a um meio ambiente ecologicamente equilibrado, e tendo como objetivo, como citou Talden Queiroz Farias, "a preservação, melhoria e recuperação da qualidade ambiental propicia à vida, visando assegurar, no país, condições ao desenvolvimento socioeconômico, aos interesses da segurança nacional e à proteção da dignidade da vida humana". O texto definiu vários conceitos fundamentais, como os de meio ambiente, degradação, poluição, responsabilidade socioambiental e desenvolvimento sustentável. Foi estabelecido também um zoneamento ambiental do território, a fim de melhor diagnosticar e administrar os problemas.
Na mesma década foram criados o Sistema Nacional do Meio Ambiente (SISNAMA), o Conselho Nacional do Meio Ambiente (CONAMA) e o Instituto Brasileiro do Meio Ambiente e dos Recursos Naturais Renováveis (IBAMA), como órgãos auxiliares destinados a descentralizar as decisões. Também passava-se a adotar a prática de exigir o licenciamento ambiental para ações com potencial de agressão à natureza. Outro reforço foi o capítulo destinado ao ambiente incluído na Constituição de 1988, dando um mais forte amparo legal à preservação, possibilitando também que estados e municípios desenvolvessem mais efetivamente suas políticas regionais através da repartição das competências entre eles e a União. De acordo com o jurista Fabiano Pereira dos Santos, "a repartição das competências ambientais, verificada na Constituição Federal de 1988, inaugurou a municipalização da questão ambiental, principalmente nas matérias de manifesto interesse local. Este fato representou, sem azo a dúvidas, um avanço apreciável, posto que o tratamento local dos problemas ambientais constitui a forma mais adequada de garantir uma efetiva proteção ao meio ambiente".
Embora com atraso e entre grandes dificuldades, o Brasil se esforçava por atualizar-se em relação à comunidade internacional e aos acelerados progressos que vinham acontecendo na ciência ambiental, num período em que o desequilíbrio ecológico alcançava em todo o planeta uma dimensão nunca vista, desencadeando uma série de importantes efeitos negativos para a sociedade e configurando-se como o início de uma grande crise global. Um ponto alto no processo de conscientização foi a realização em 1992, no Rio de Janeiro, da II Conferência das Nações Unidas sobre Meio Ambiente e Desenvolvimento (RIO-92 ou ECO-92), que contou com uma inédita participação da sociedade civil através do Fórum das ONGs e produziu importantes documentos e acordos relativos ao tema, como a Convenção-Quadro das Nações Unidas sobre a Mudança do Clima, a Convenção sobre Diversidade Biológica, a Carta da Terra, o Protocolo das Florestas, a Agenda 21 e outros. A RIO-92 exerceu um grande impacto qualitativo sobre a política nacional subsequente, criando-se alguns anos depois, entre outras normas e programas, a Lei de Crimes Ambientais, a Política Nacional de Educação Ambiental, a Lei de Recursos Hídricos, o Sistema Nacional de Unidades de Conservação da Natureza e a Agenda 21 Brasileira.

### Atualidade

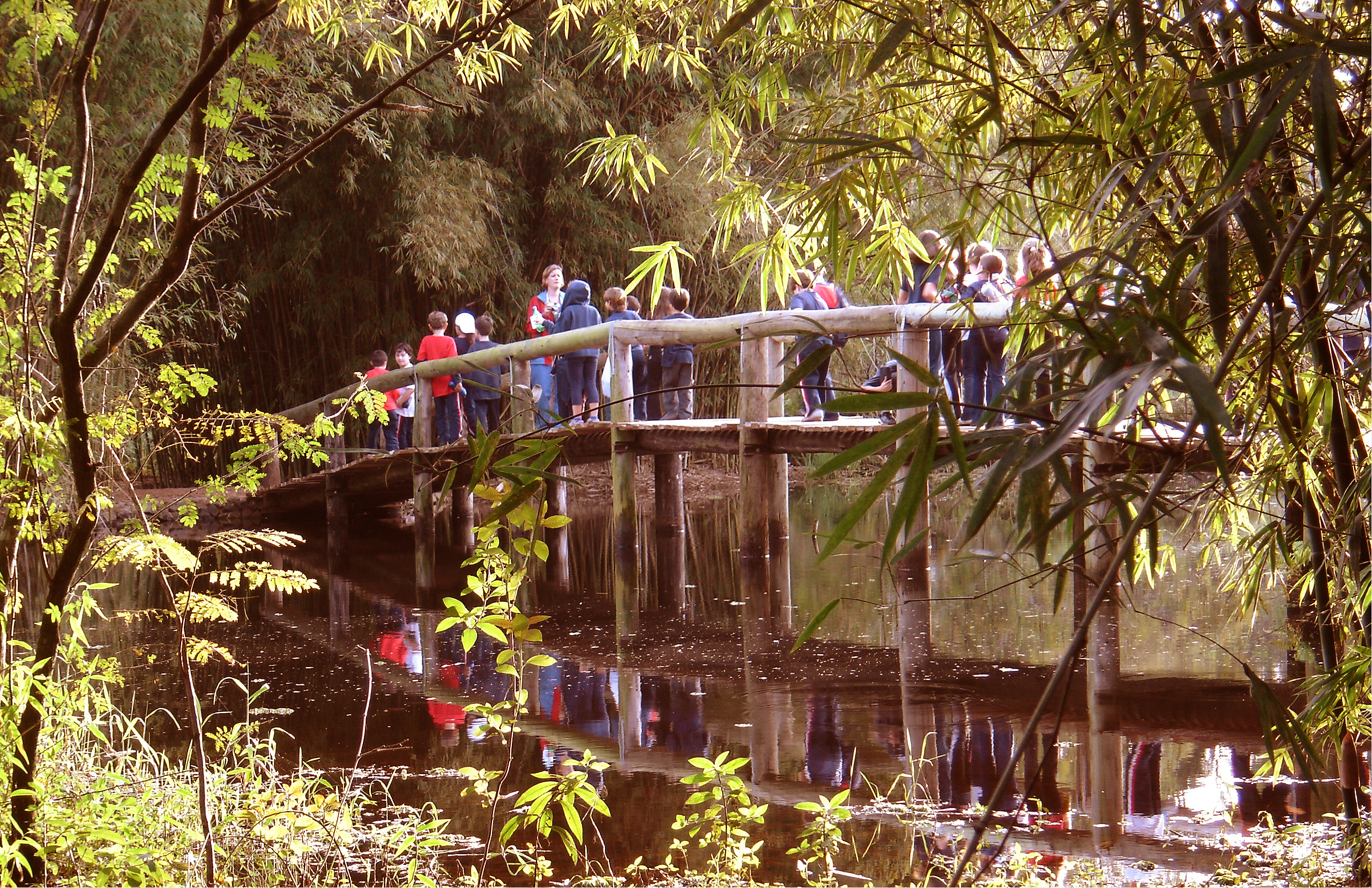
Educação ambiental desde a juventude, considerada indispensável para a mudança nos hábitos e valores da sociedade e para garantir o futuro do planeta. Na foto, escolares sendo instruídos no Jardim Botânico de Porto Alegre.

Desde a RIO-92 vem-se buscando uma maior participação da sociedade no debate e nas decisões, multiplicando-se as áreas protegidas e os órgãos oficiais de consulta e deliberação, como a Comissão Nacional de Florestas, o Instituto Chico Mendes de Conservação da Biodiversidade e o Painel Brasileiro de Mudanças Climáticas. O governo federal mantém uma extensa série de programas destinados a enfrentar as ameaças e multiplicar o conhecimento, divididos nas áreas principais de água, apoio a projetos, áreas protegidas, biodiversidade, biomas, cidades sustentáveis, clima, desenvolvimento rural, educação ambiental, florestas, gestão territorial, governança ambiental, patrimônio genético, responsabilidade socioambiental e segurança química. Estados e municípios também desenvolvem múltiplas iniciativas neste sentido. Pesquisa-se fontes renováveis de energia e meios de reciclagem de resíduos e de combate à poluição mais eficientes e diversos outros temas, bem como crescem os programas de educação ambiental destinados a fomentar a consciência na população em larga escala e em particular nas novas gerações. O ambientalismo também já foi incluído no currículo escolar, as ONGs desempenham um papel cada vez mais ativo e importante, e uma série de universidades e institutos de alto nível se dedicam a estudar os problemas e definir soluções. No século XXI foram aprovadas diversas outras importantes leis protetoras e reguladoras, com destaque, por exemplo, para a Política Nacional de Desenvolvimento Sustentável da Aquicultura e da Pesca, a Política Nacional de Biossegurança e a Política Nacional de Resíduos Sólidos. A legislação ambiental brasileira, é bom notar, é considerada uma das mais avançadas do mundo, e o país é signatário de várias convenções internacionais, além das já citadas, que protegem uma ampla gama de aspectos do ambiente, como o Protocolo de Quioto, a Convenção de Viena para a Proteção da Camada de Ozônio, a Convenção sobre o Comércio Internacional das Espécies da Fauna e da Flora Silvestres Ameaçadas de Extinção e o Protocolo de Cartagena sobre Biossegurança, entre outras.
Apesar desses grandes avanços, cujo sinal mais notório foi a sensível queda nas taxas de desmatamento na primeira década do século XXI, que levou o país a ser elogiado internacionalmente como um exemplo, apesar de continuar sendo o maior desmatador do mundo, os progressos acontecem em meio a uma enorme resistência dos setores conservadores, do empresariado, do agronegócio, dos negacionistas do clima e outros, que entendem a proteção à natureza como um entrave ao desenvolvimento e à melhoria da qualidade de vida, quando, no entanto, a ciência já demonstrou amplamente que este argumento não tem bases na realidade, sendo divulgado principalmente por grupos de pressão política e econômica cujos objetivos principais são o lucro e o tráfico de influência. A despeito da qualidade da legislação em vigor, sua regulamentação e aplicação tipicamente são problemáticas. Na apreciação de Luciana Stocco Betiol, especialista em Direito Processual Civil e pesquisadora do Centro de Estudos em Sustentabilidade da Fundação Getúlio Vargas, "o país possui um conjunto de leis ambientais consideradas excelentes, mas que nem sempre são adequadamente aplicadas, por inexistirem recursos e capacidades técnicas para executar a lei plenamente em todas as unidades federativas". Além disso, são muitas as denúncias de corrupção nas esferas oficiais, prejudicando a aplicação da legislação, com elevados níveis de impunidade para os crimes ambientais. Outras dificuldades advêm de uma condição deficitária crônica na infraestrutura e no pessoal para fiscalização e nas verbas de fomento de programas, a costumeira falta de planejamento urbano eficiente para orientar o crescimento das cidades, e a falta de articulação entre as políticas nacionais num programa macroestrutural coerente e de longo prazo, havendo diretrizes setoriais que contradizem as políticas ambientais ou seus pressupostos, a exemplo dos grandes incentivos à indústria automobilística, à exploração de combustíveis fósseis poluidores como o petróleo e o carvão, e ao uso de agrotóxicos.

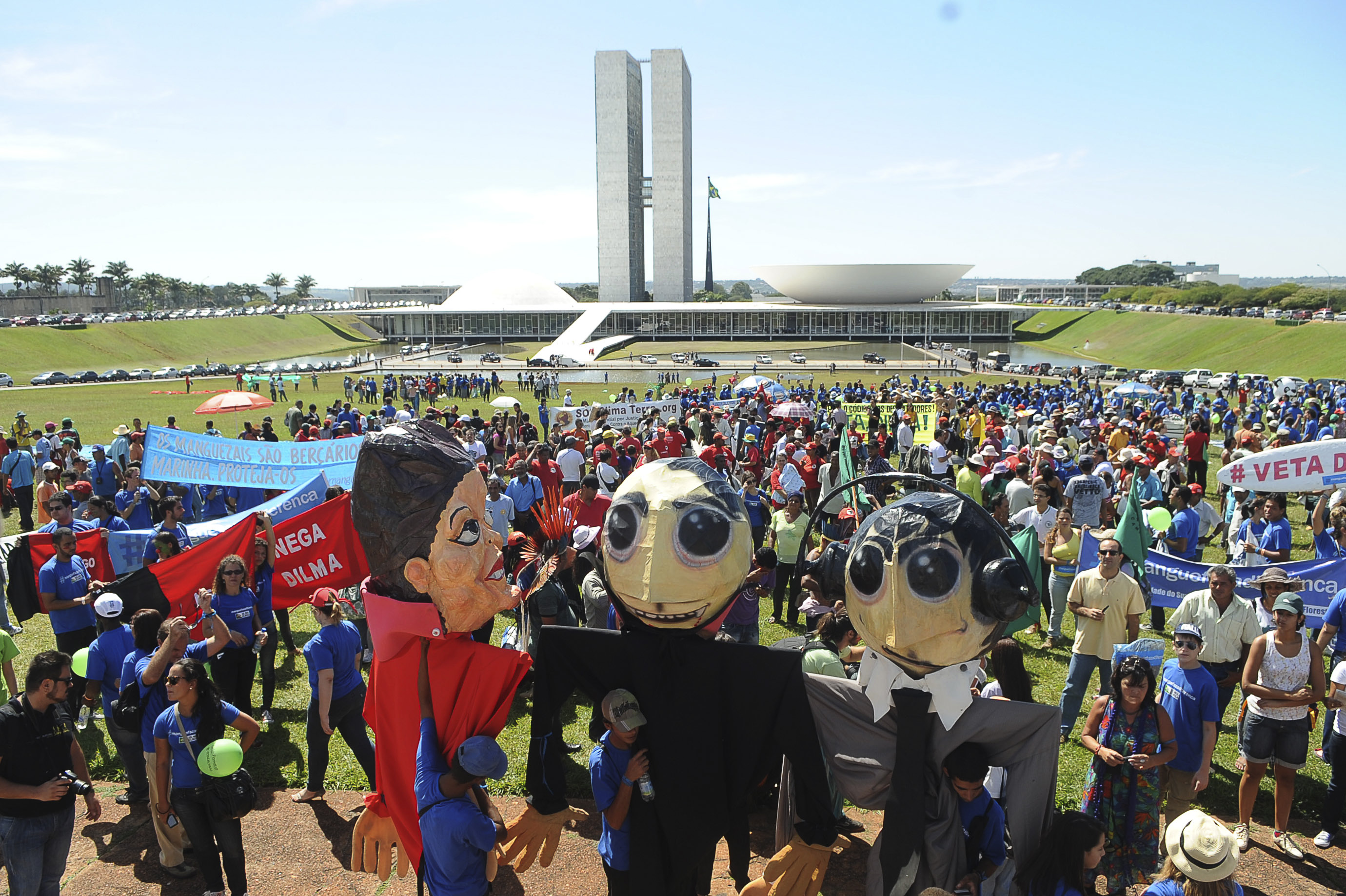
Manifestantes fazem protesto na Esplanada dos Ministérios em Brasília contra a aprovação do Novo Código Florestal.

Nos últimos anos observam-se até mesmo importantes retrocessos, como a recente aprovação de um novo texto para o Código Florestal, que anistiou crimes ambientais e reduziu as áreas protegidas, o sucateamento do IBAMA e a implementação de vários projetos de infraestrutura de dimensões faraônicas localizados em áreas protegidas ou onde existem espécies ameaçadas, comunidades indígenas e tradicionais ou sítios arqueológicos, além de uma nova e intensa aceleração nas taxas de desmatamento, o que levou o governo de Dilma Rousseff ser considerado por um grande grupo de entidades ambientalistas como o pior das últimas décadas no que diz respeito à questão socioambiental.
Em 2018, Ricardo Salles foi escolhido para o cargo de Ministro do Meio Ambiente mesmo condenado em ação de improbidade. Alguns problemas de sua gestão começaram com o fim de contratos de viaturas usadas na fiscalização, em seguida houve tentativas de punir fiscais sem definição de critérios para punições, e pedidos para que o licenciamento ambiental fosse acelerado. Muitas outras medidas questionáveis se seguiram. Sua gestão da pasta foi considerada pelos ambientalistas e cientistas como uma verdadeira operação de desmantelamento deliberado das políticas e órgãos ambientais, gerando denúncias na ONU, uma CPI no Congresso e um questionamento no Supremo Tribunal Federal. Ao mesmo tempo, vem ocorrendo uma sistemática desmontagem da legislação e regulamentação ambiental através de decretos presidenciais e de reformas legislativas no Congresso Nacional.
A gravidade e extensão dos problemas ambientais que hoje enfrenta o Brasil, apresentados nas seções anteriores em seus aspectos mais importantes, mostra que a situação é não apenas calamitosa como se agrava dia após dia, evidenciando que os esforços governamentais e a conscientização popular ainda são insuficientes para fazer face a este grande desafio de transformar os hábitos de vida e os sistemas de produção e consumo para um modelo sustentável.
As consequências esperadas deste fracasso são de imensa gravidade. As maiores sínteses científicas da atualidade preveem que se a natureza continuar sofrendo agravos tão importantes e continuados, e em proporção crescente, em um futuro não muito distante, talvez em meros cem anos, a sociedade mundial corre o risco concreto de entrar em colapso irreversível, destruindo a civilização como hoje a conhecemos, catástrofe da qual o Brasil não poderá escapar, sendo além disso, por suas dimensões continentais, um grande responsável pela existência de ameaça de tal magnitude, que tem sido sistematicamente ignorada ou subestimada pelos governos, legisladores, empresariado e população. Segundo a ONG Global Footprint Network, "os atuais padrões de consumo médio da humanidade demandam uma área de um planeta e meio para sustentá-los. As projeções indicam que se o estilo de vida continuar no ritmo atual, o homem precisará de duas Terras antes de 2050". Na sua análise, o Brasil ainda está entre os países em que o consumo ainda não superou a capacidade dos recursos, mas este quadro favorável está mudando rapidamente, e para André Guimarães, diretor executivo da ONG Conservação Internacional, "o Brasil está na posição intermediária caminhando a passos largos para ser um alto consumidor de capital natural". Nas palavras do secretário-geral da ONU, Ban Ki-moon:
"As tendências atuais estão nos levando cada vez mais perto de uma série de potenciais pontos de ruptura, que reduziriam de maneira catastrófica a capacidade dos ecossistemas de prestarem esses serviços essenciais. Os pobres, que tendem a depender mais imediatamente deles, sofreriam primeiro e mais severamente. Estão em jogo os principais objetivos delineados nas Metas de Desenvolvimento do Milênio: segurança alimentar, erradicação da pobreza e uma população mais saudável. [...] A conservação da biodiversidade não pode ser uma reflexão tardia, feita depois que outros objetivos são abordados – ela é o fundamento sobre o qual muitos desses objetivos são construídos".